# Sehnde
Sehnde is een gemeente in de Duitse deelstaat Nedersaksen. Sehnde maakt als selbständige Gemeinde deel uit van de Region Hannover.
De gemeente telt 23.554 inwoners.

## Stadsdelen
De 15 stadsdelen waren tot 1974, toen een gemeentelijke herindeling plaatsvond, zelfstandige gemeenten.
- Bilm (897 inw. / oudste vermelding in een document in het jaar 1233)
- Bolzum (1.300 /1247)
- Dolgen (395 / 973)
- Evern (532 / 1117)
- Gretenberg (121 / 1230)
- Haimar (748 / 1117)
- Höver (1.886 / 1250)
- Ilten (5.188 /1240)
- Klein Lobke (247 /1180)
- Müllingen (438 / 1204)
- Rethmar (1.924 / 1200)
- Sehnde (8.922 / 1147); zetel van het gemeentebestuur
- Wassel (703 / 1183)
- Wehmingen (687 / 1240)
- Wirringen (329 / 1022)

Totaal aantal inwoners volgens de website van de gemeente: 24.317. Peildatum: februari 2020.

## Ligging, verkeer, vervoer

### Buurgemeentes
- Laatzen in het westzuidwesten
- Hannover: het centrum van de stad ligt ca. 20 km naar het westen
- Lehrte in het noorden
- Hohenhameln (Landkreis Peine) in het zuidoosten
- Algermissen (Landkreis Hildesheim) in het zuiden.

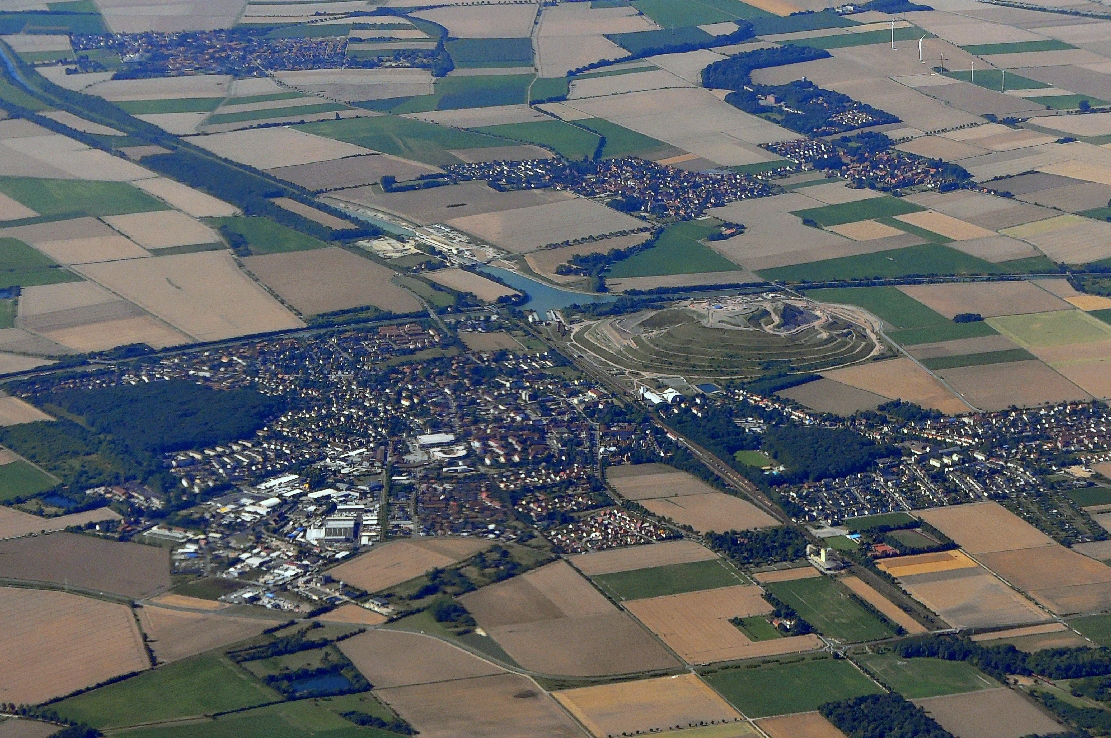
Luchtfoto in Z.W. richting, op de voorgrond  Sehnde, daarachter Bolzum en Wehmingen
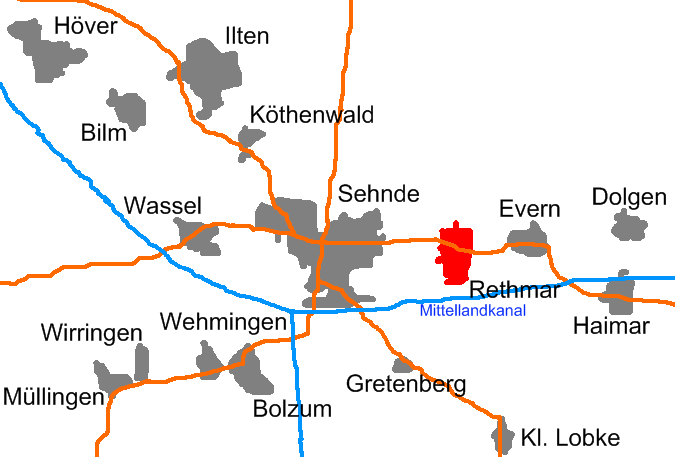
Schematische kaart, Rethmar is rood gekleurd
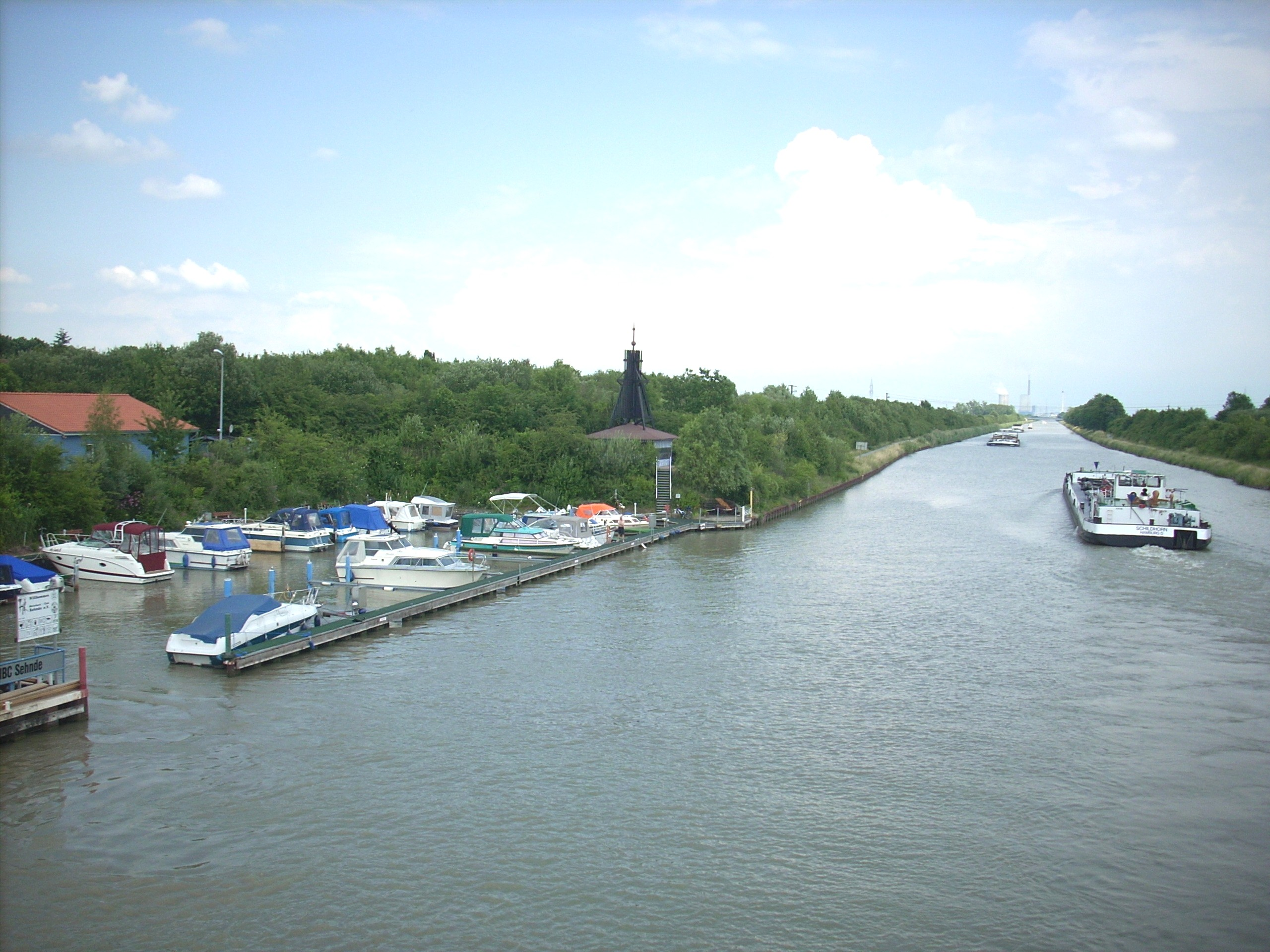
Jachthaven aan het Mittellandkanaal
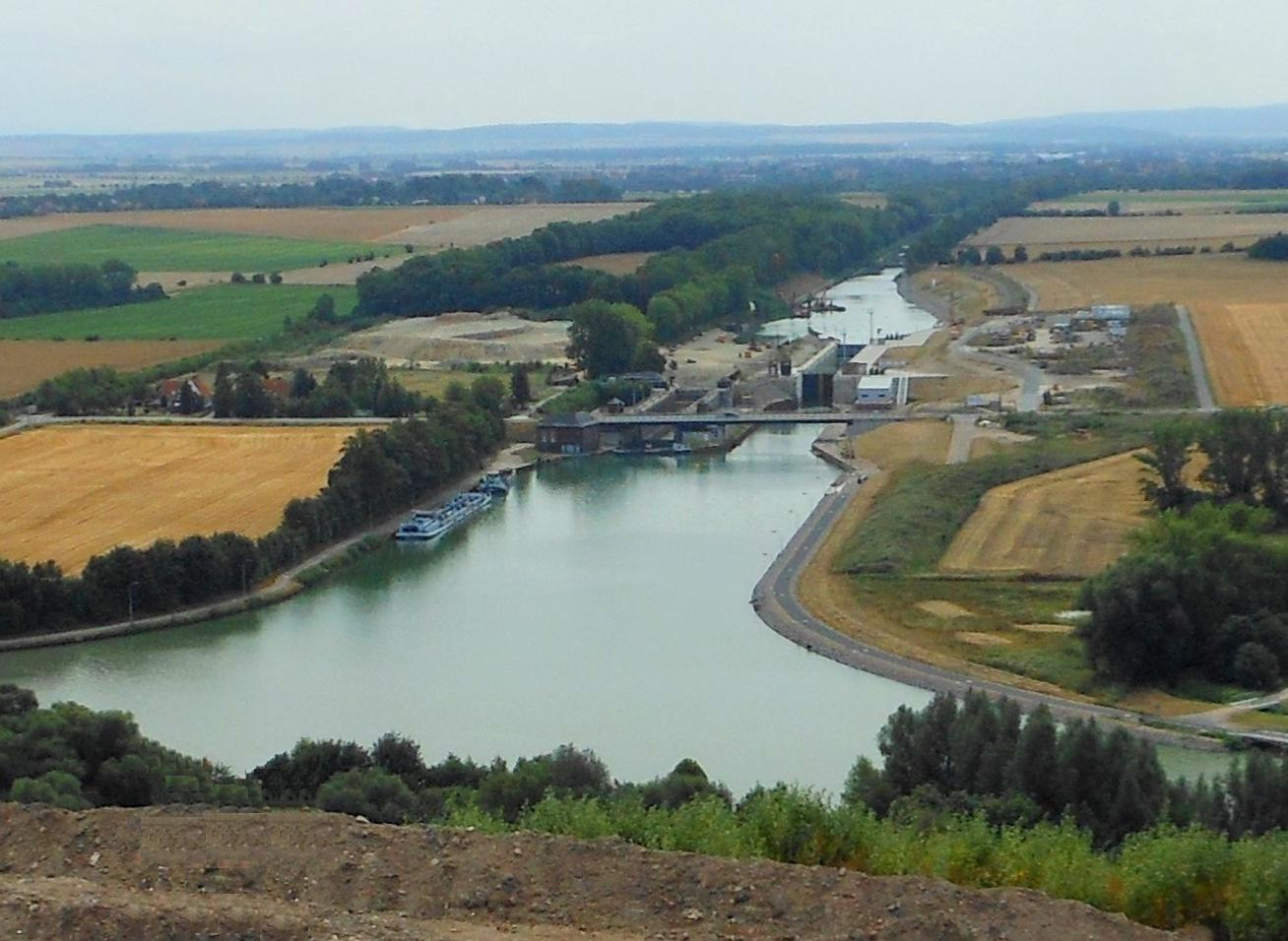
Sluis van Bolzum , gezien vanaf de afvalberg van de kalimijn
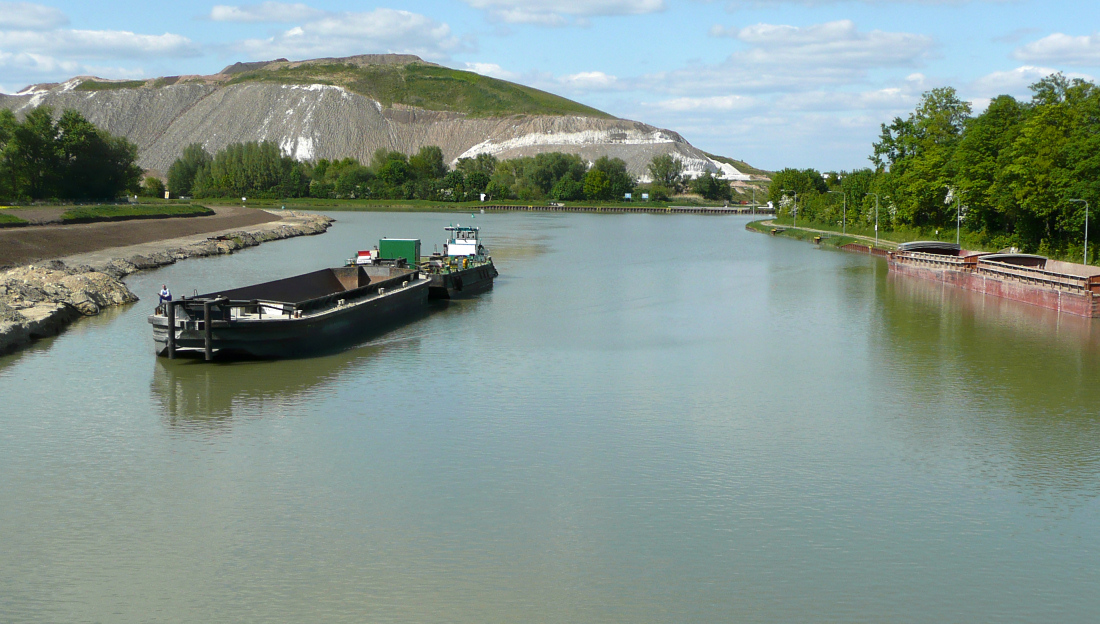
Kalisteiger aan het Stichkanal Hildesheim bij Bolzum
S-Bahn Hannover, lijnennetkaart (zie rechtsonder in lichtroze lijn S3)

### Wegverkeer
In Sehnde kruisen de Bundesstraße 65  (west-oost) en de Bundesstraße 443 (noord-zuidwest) elkaar.
De dichtstbijzijnde autosnelweg is de A7, afrit Laatze (10 km ten westen van Sehnde) en Autobahndreieck Hannover-Süd.

### Scheepvaart
De gemeente bezit een haven voor vrachtschepen, alsmede aanlegsteigers voor de kalimijnbouw en daarmee samenhangende industrie aan het Mittellandkanaal, en aan het bij Bolzum aftakkende Stichkanal Hildesheim, alsmede een jachthaven aan het  Mittellandkanaal.

### Openbaar vervoer
Sehnde heeft een station aan de spoorlijn Lehrte - Nordstemmen. 
Ook lijn S3 van de S-Bahn van Hannover stopt er.
De kleinere dorpen worden alleen door bussen bediend, die doorgaans slechts enkele keren per dag rijden. Vanuit Ilten echter kan men ieder half uur per bus naar Hannover rijden.

## Geschiedenis

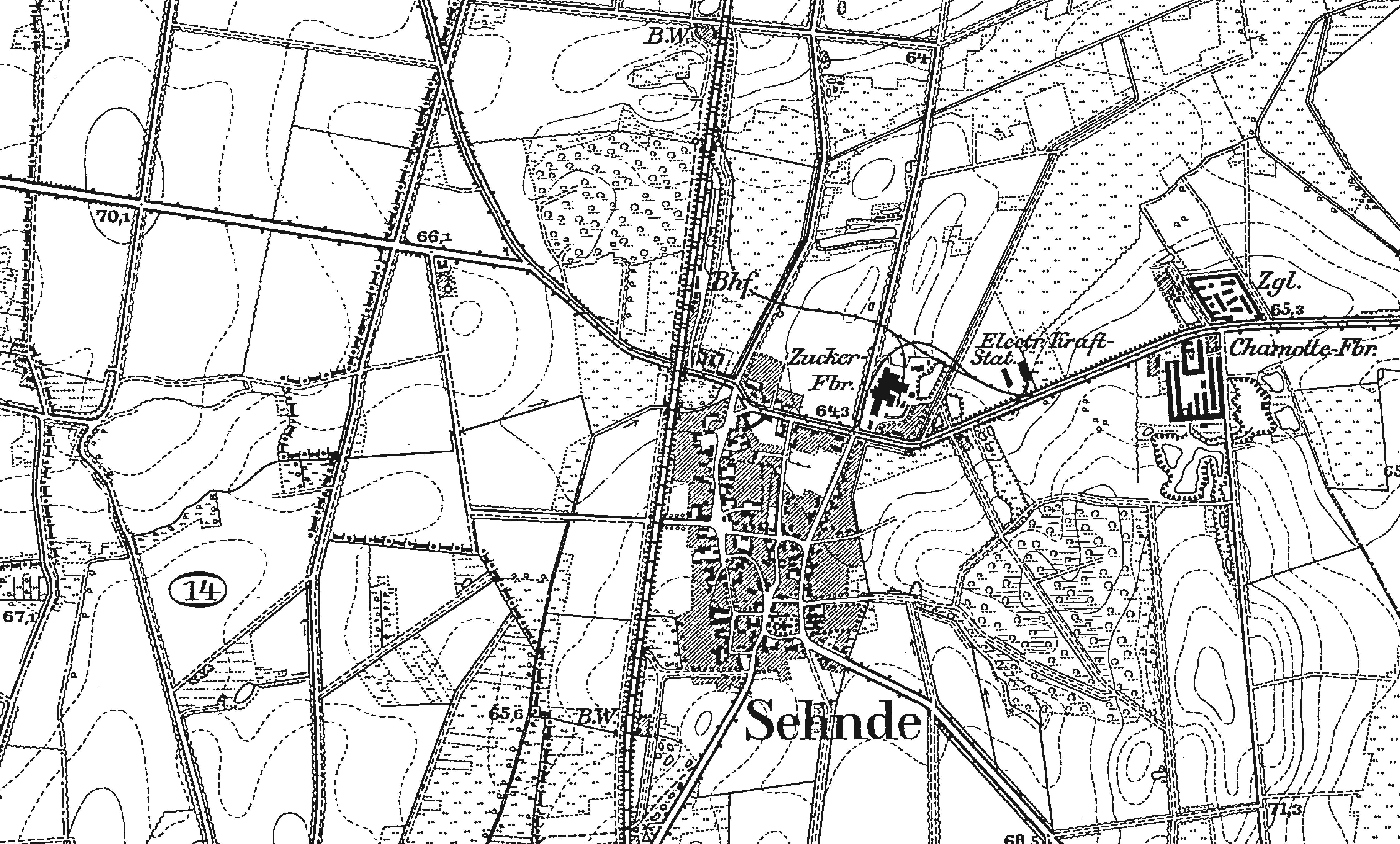
Sehnde op een landkaart uit 1896; de suikerfabriek bestond tot 1987.
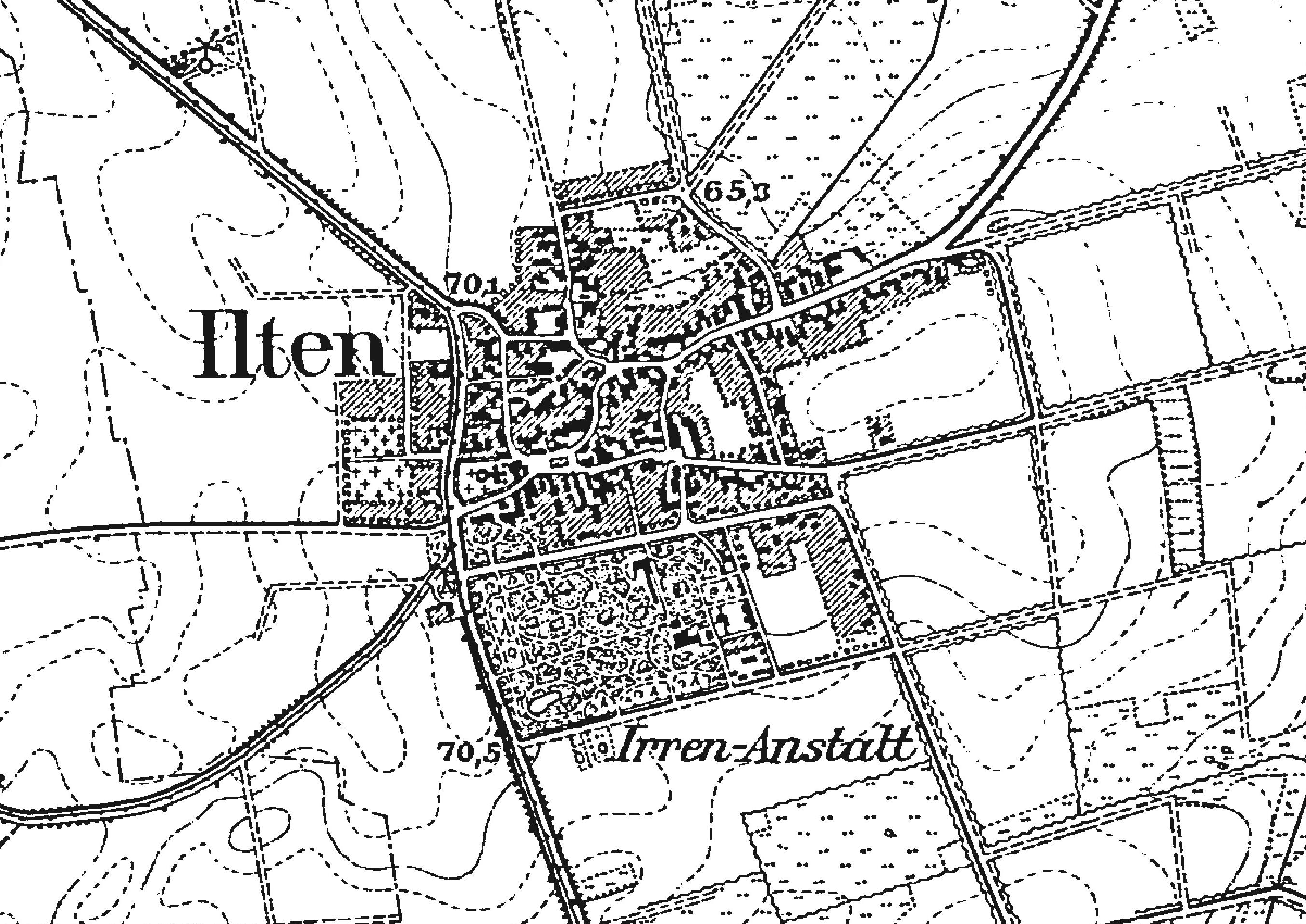
Ilten op deze zelfde kaart; aan de zuidkant de psychiatrische kliniek

Het dorpje Bilm was van de 17e-19e eeuw bekend vanwege de vele windmolens, met name voor de verwerking van granen.
In 1825 werd het dorp Evern door brand grotendeels verwoest. In het jaar daarop werd het, met meestal stenen in plaats van vakwerkhuizen , weer opgebouwd.
Sehnde ligt in een gebied, waar van de 13e eeuw tot ca. 1730 de landheren (nu eens het Prinsbisdom Hildesheim, dan weer het Hertogdom Brunswijk-Lüneburg) minder invloed hadden dan elders, met name op het gebied van rechtspraak en het opleggen van herendiensten, het Große Freie. Nadien, in de 19e eeuw, kwam het gebied uiteindelijk in het Koninkrijk Hannover en daarna in het Koninkrijk Pruisen en het Duitse Keizerrijk te liggen. Sinds de Reformatie in de 16e eeuw is de meerderheid van de christenen in de gemeente evangelisch-luthers.
In 1928 kwamen de doortrekking van het  Mittellandkanaal en de aanleg van het Stichkanal Hildesheim gereed.
In 1997 kreeg Sehnde van de regering van Nedersaksen het recht toegekend, zichzelf stad te noemen.

## Economie
De gemeente is lange tijd een centrum van kalimijnbouw geweest. Nog steeds zijn er in en nabij voormalige kalimijnen kunstmestfabrieken in bedrijf.
Sinds 1908 heeft het dorpje Höver een grote cementindustrie met bijbehorende mergelgroeve.
In de dienstensector valt de aanwezigheid te Ilten van een psychiatrische kliniek met 229 bedden voor dag-en-nachtverpleging en diverse dagcentra op. Dit Klinikum Wahrendorff bestaat al sinds 1862 en heeft een goede reputatie in geheel Duitsland. Tussen Ilten en Sehnde staat een gevangenis. Het is een gesloten inrichting met 280 medewerkers en plaats voor ruim 500 gedetineerden.

## Bezienswaardigheden, recreatie
- In Wehmingen bevindt zich het Hannoversches Straßenbahn-Museum (trammuseum Hannover), dat een uitgebreide collectie trams tentoonstelt en restaureert.
- In Rethmar staat het regionaal museum Sehnde met expositie over het Große Freie (13e eeuw-1730) en de rijke schutterijtradities, die hieruit zijn ontstaan. Alleen op zaterdag- en zondagmiddag geopend.
- De uit 1739 daterende, evangelisch-lutherse Kruiskerk te Sehnde, met ten dele barok interieur; de kerk heeft een toren van rond het jaar 1200.
- Voormalige havezate Rittergut Bolzum: gebouwd in de eerste helft van de 17e eeuw en fraai gelegen; incidenteel voor culturele evenementen te bezoeken. Het gebouw is deels woning, deels een klein hotel.
- Het kasteel Rethmar bij het gelijknamige dorp dateert uit 1700; één vleugel is echter ouder (1540). Het gerestaureerde geheel is een wooncomplex. Er is een restaurant in een van de bijgebouwen gevestigd.

## Belangrijke personen in relatie tot de gemeente

### Geboren
- Ferdinand Wahrendorff (* 20 februari 1826 in Diepenau; † 21 maart 1898 in Ilten), Duits arts, stichtte in 1862 de psychiatrische kliniek van Ilten

### Overigen
- Mathieu Carrière (*1950), acteur, groeide in Ilten op, waar zijn vader als psychiater werkzaam was
- Ursula von der Leyen (*1958), belangrijk politica, woonde als tienermeisje in Ilten

## Afbeeldingen

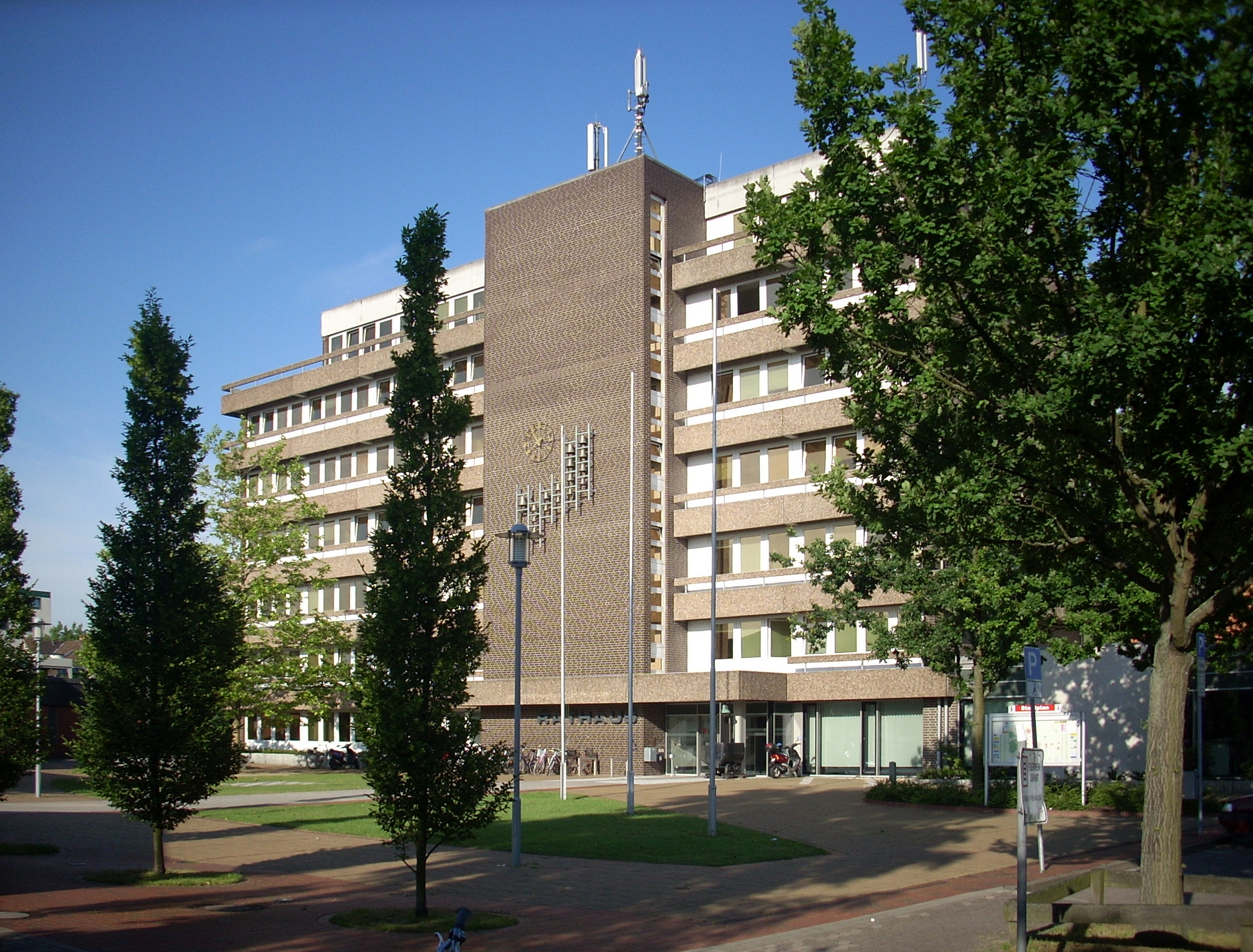
Gemeentehuis
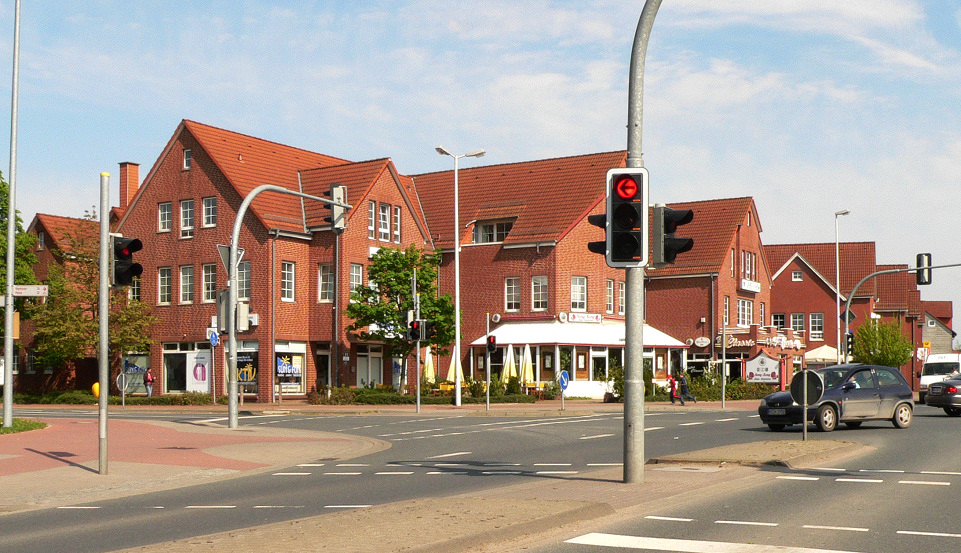
Wegenkruispunt in Sehnde
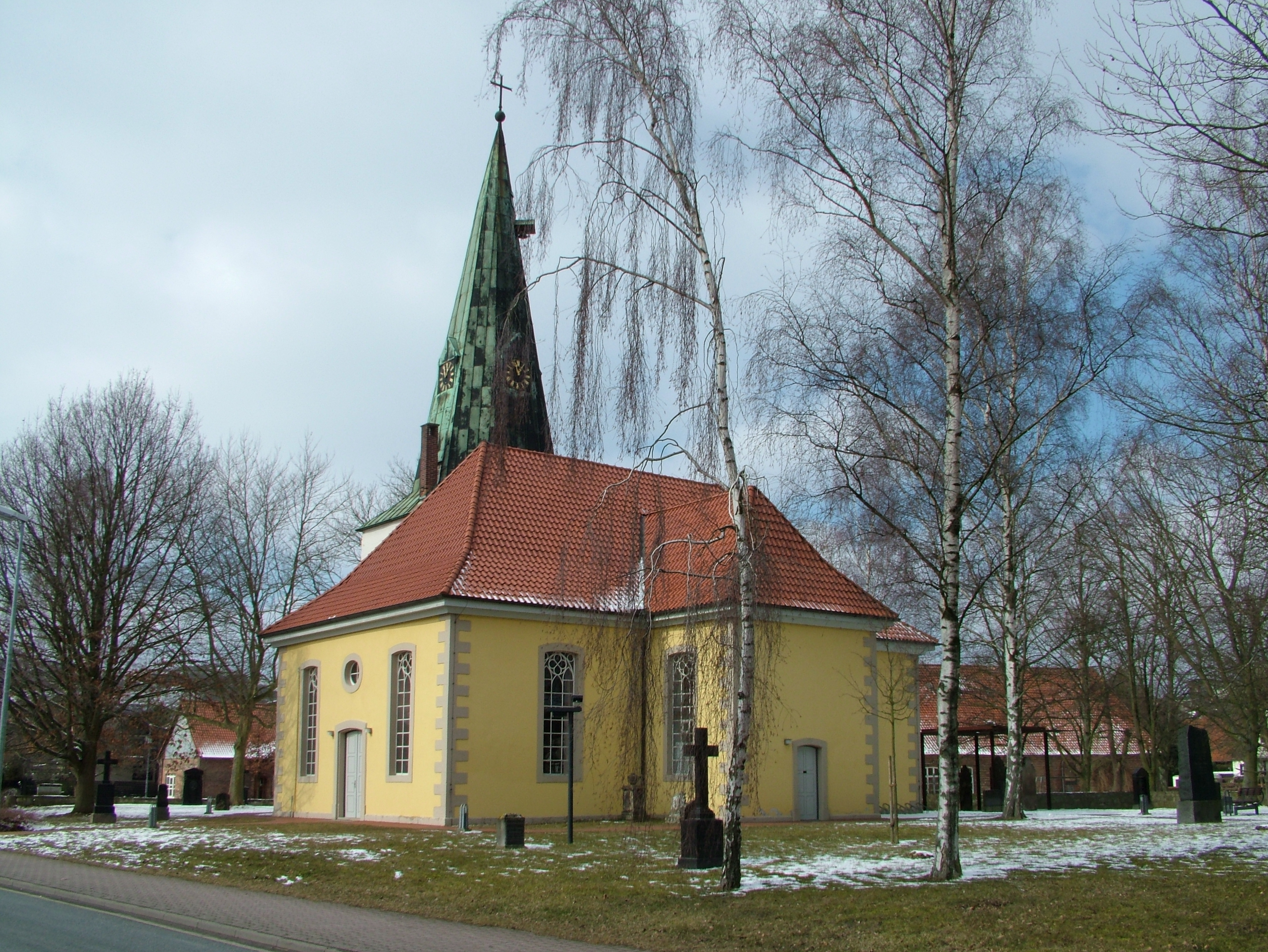
Evang.-lutherse Kruiskerk (Sehnde)
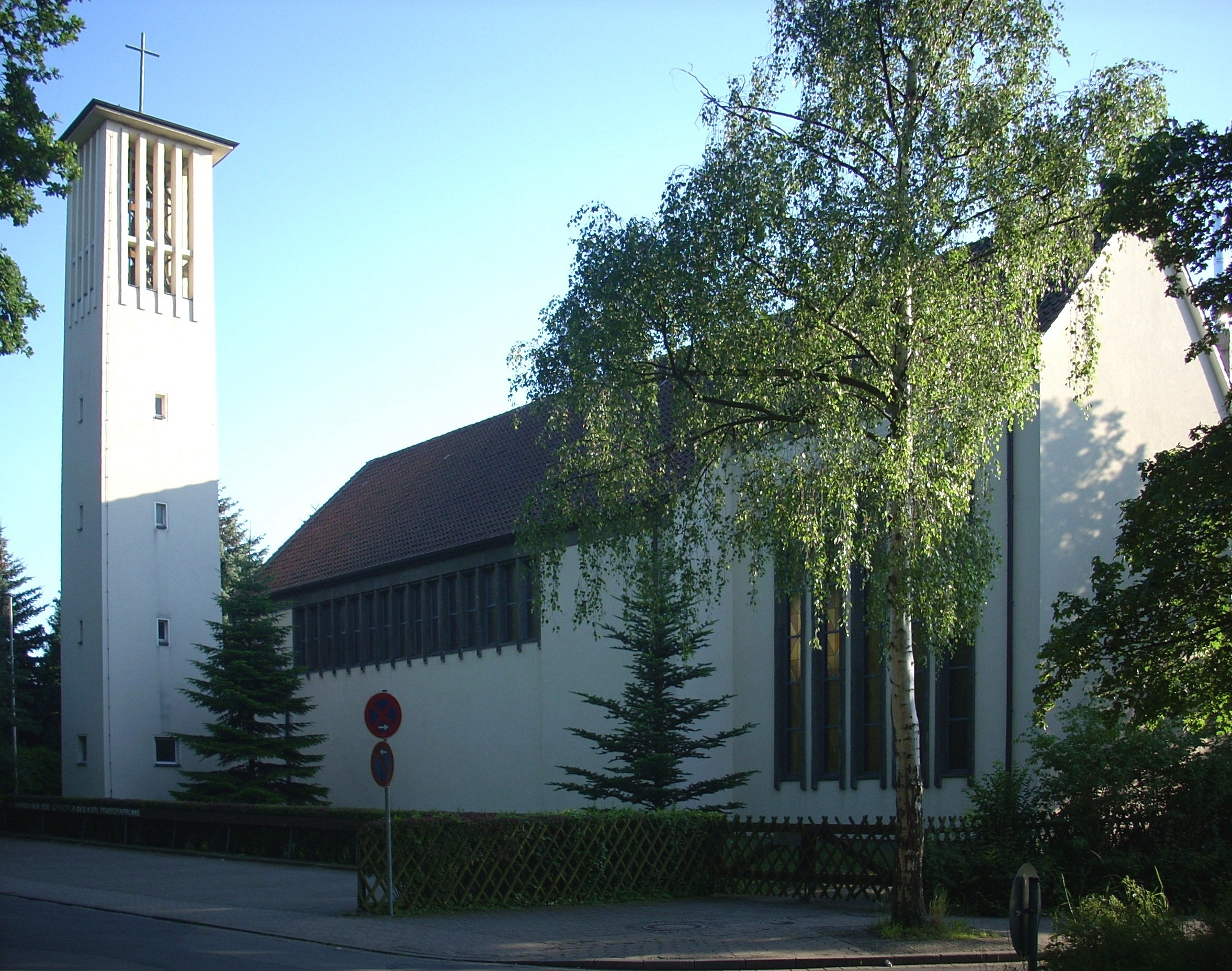
R.K. O.L.Vrouwekerk (Sehnde)
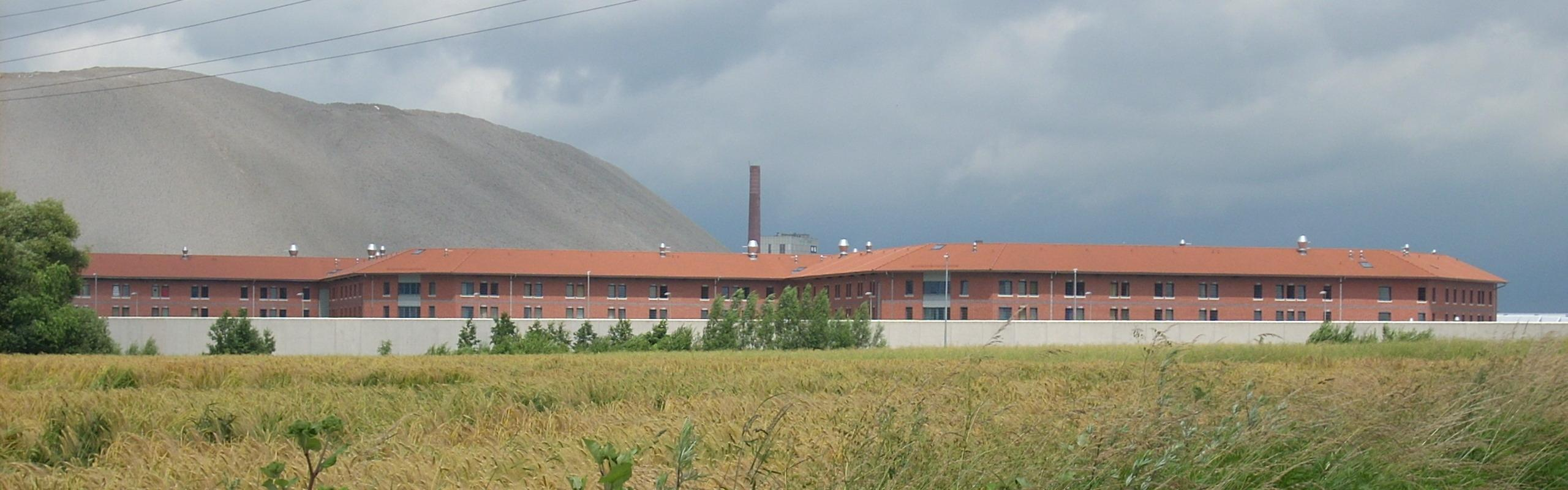
De gevangenis
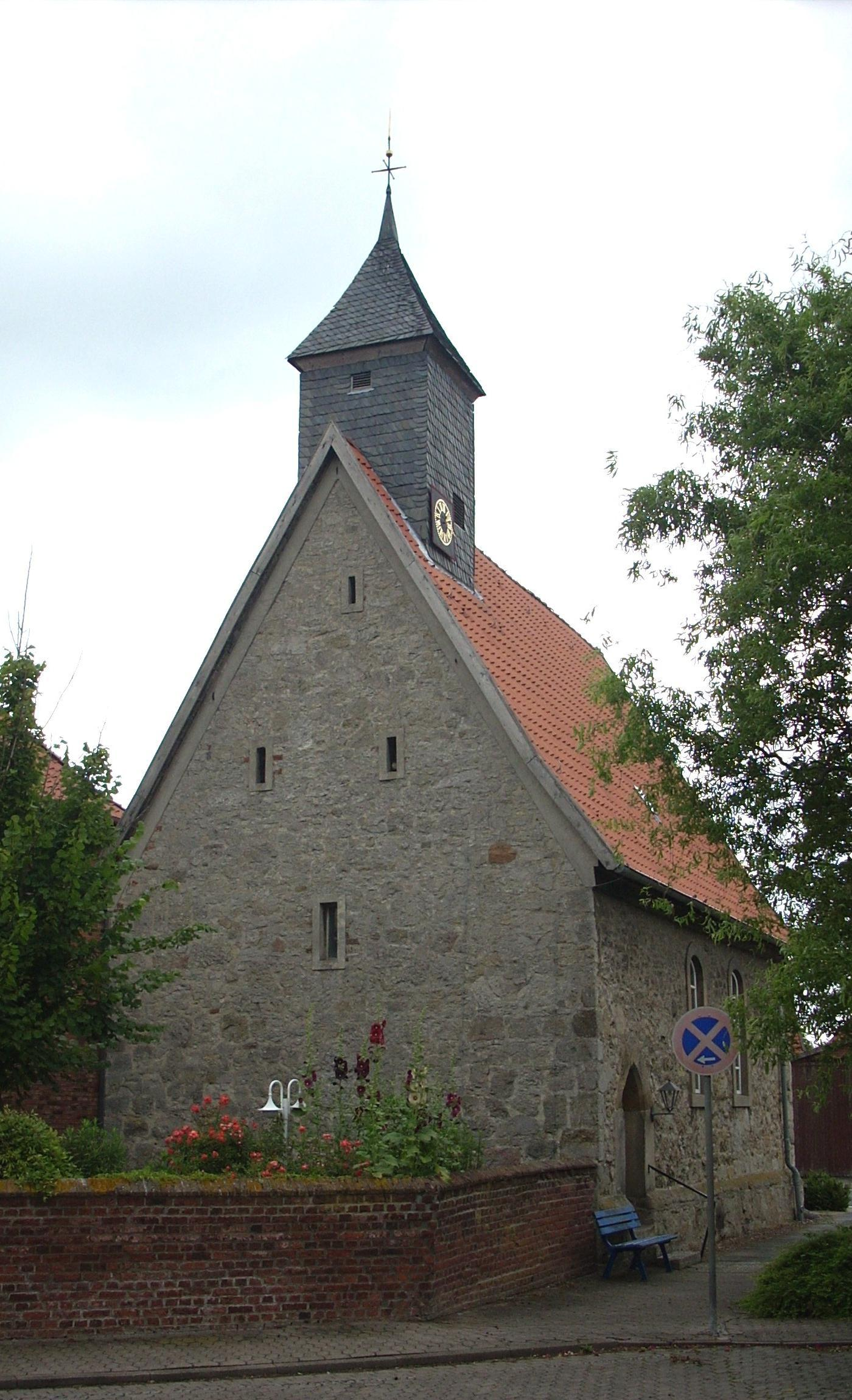
Evangelische kapel in Bilm
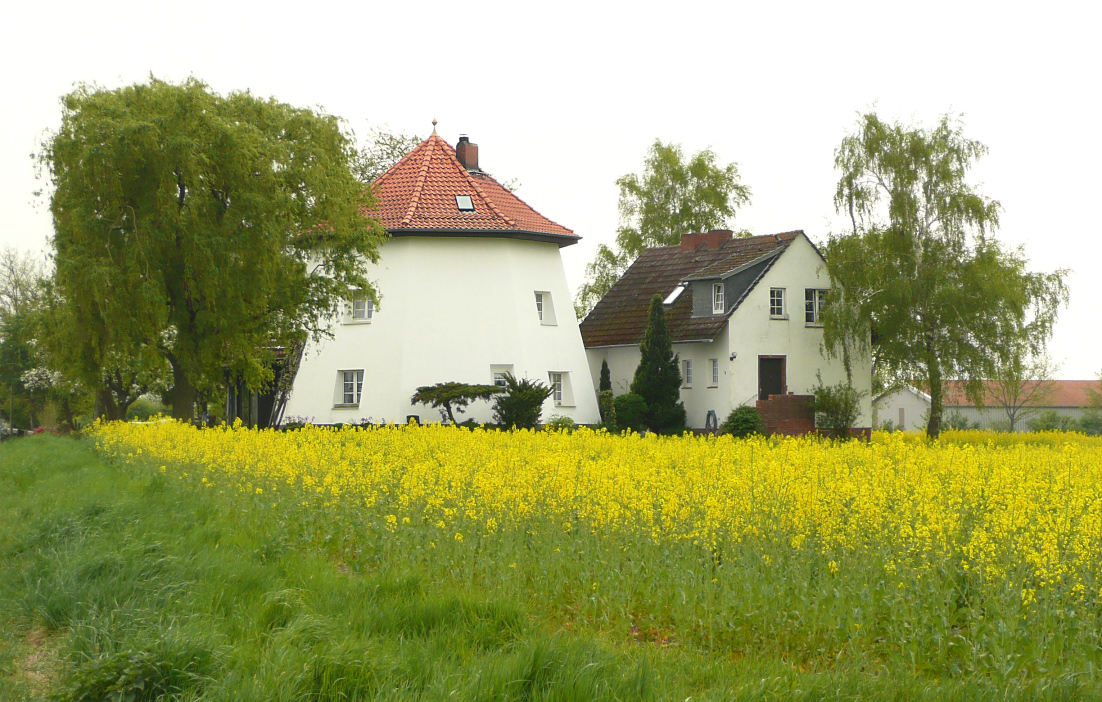
Restant van de laatste windmolen van Bilm
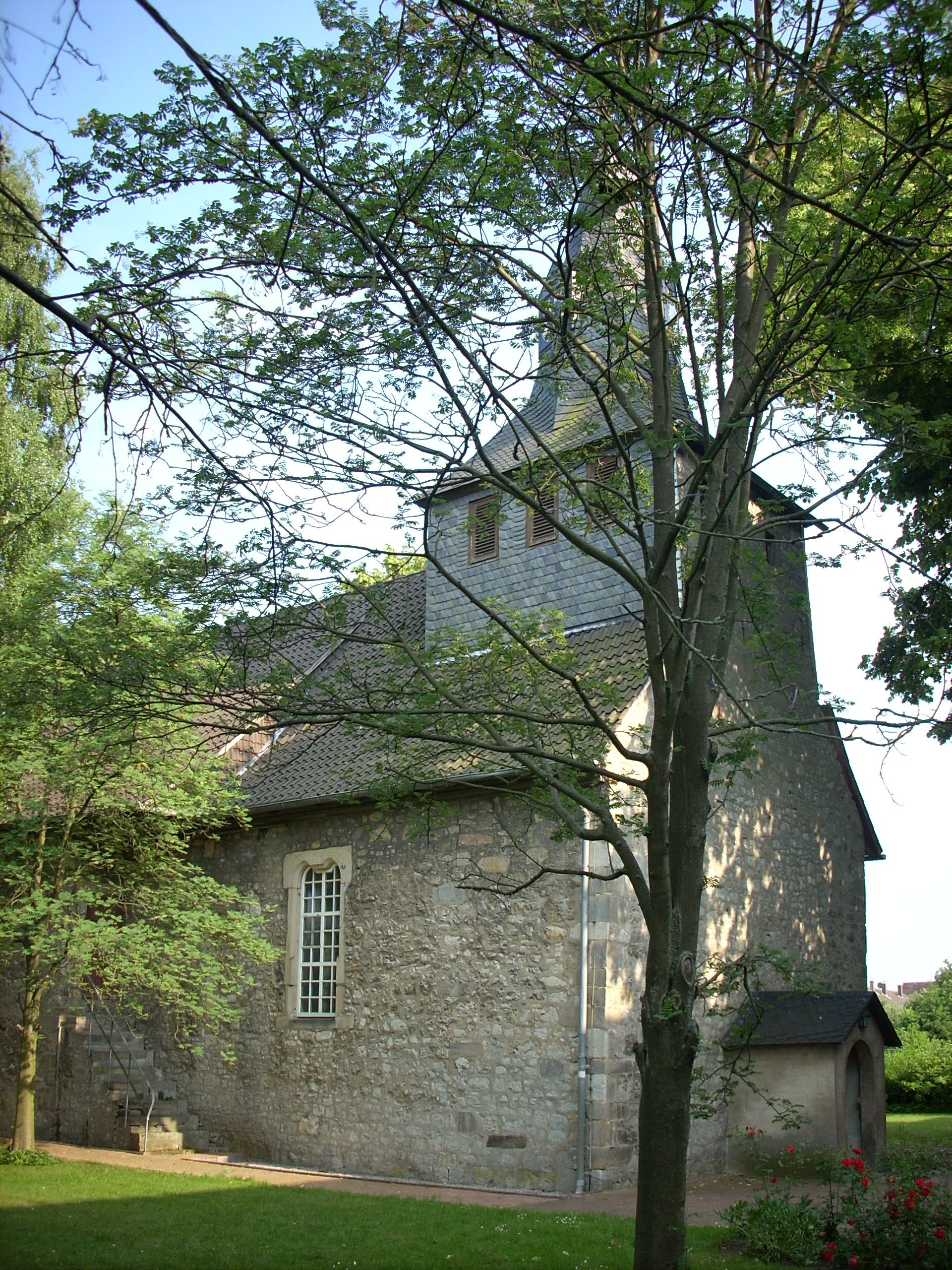
Evangelisch-lutherse kerk te Bolzum
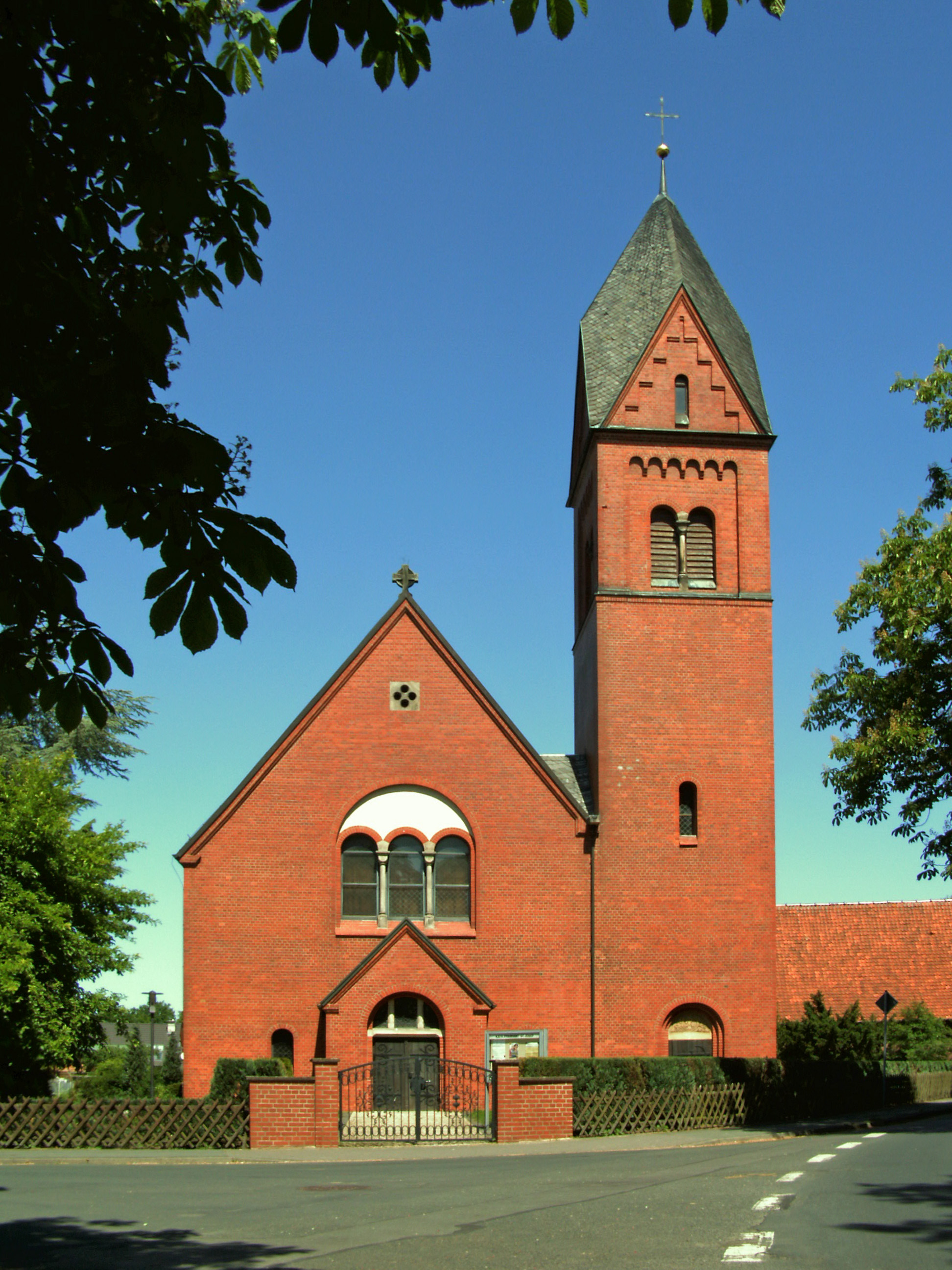
Rooms-katholieke St.-Jozefkerk, Bolzum
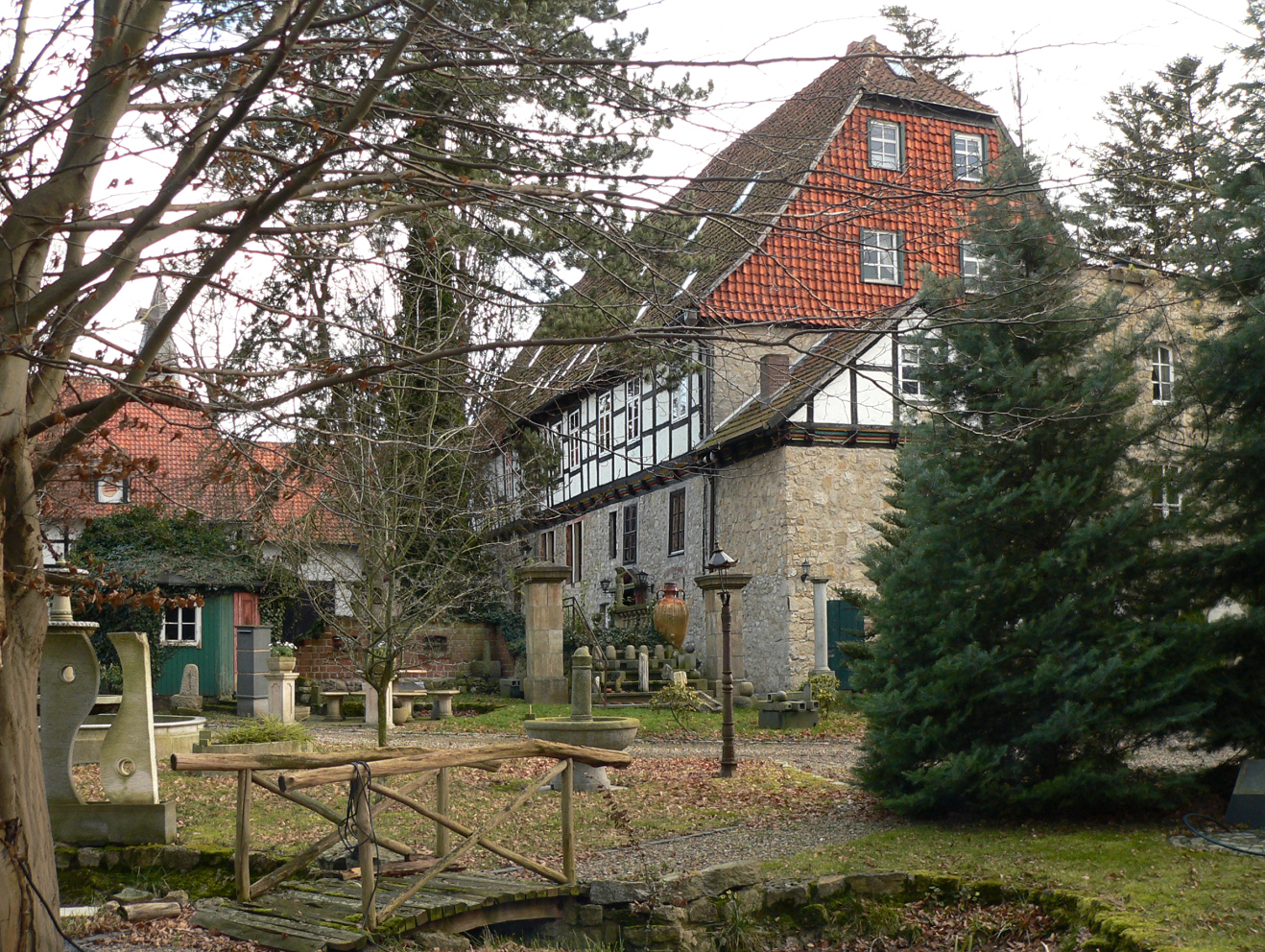
Rittergut Bolzum
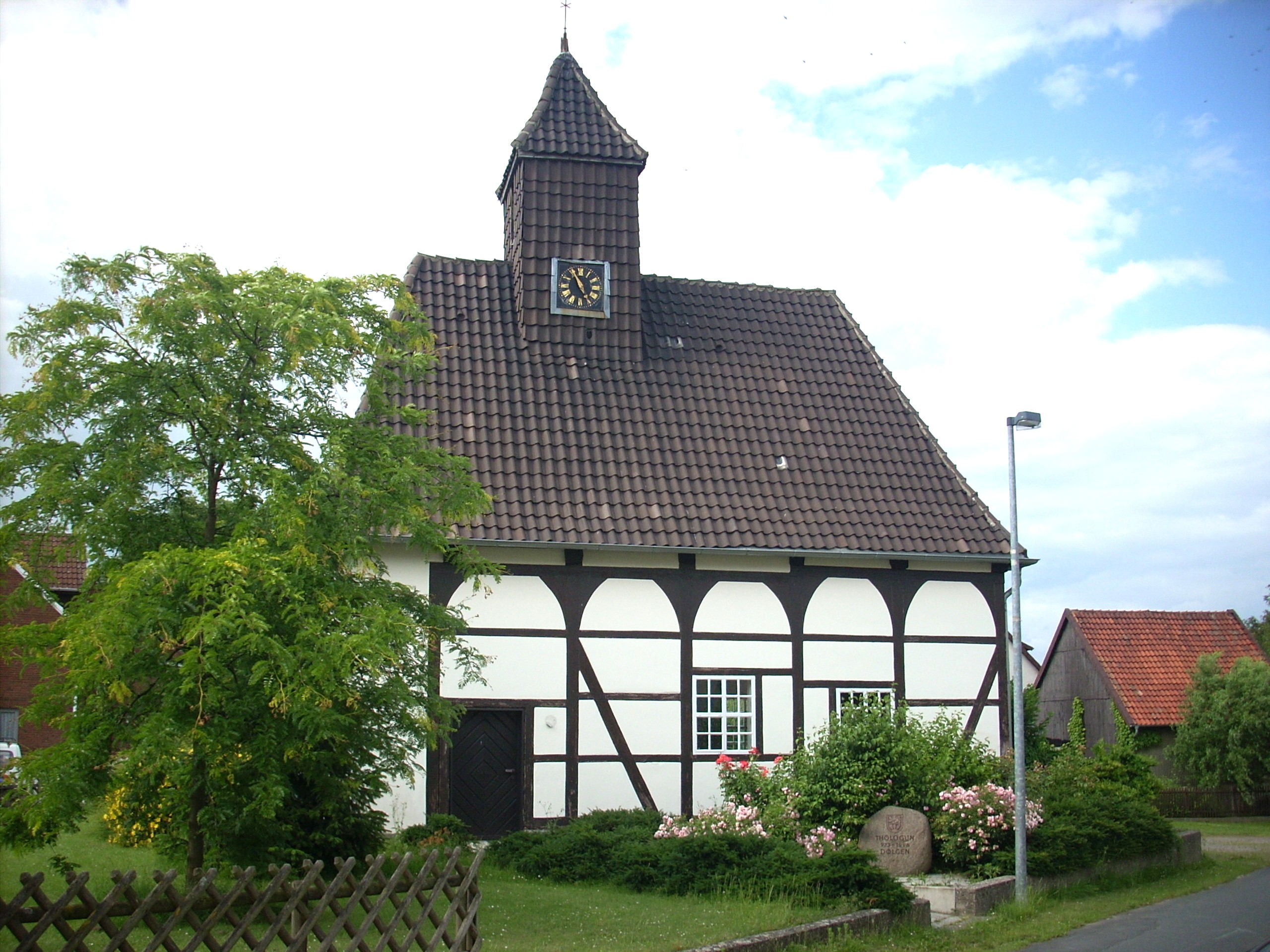
Kapelletje te Dolgen (in 1668 en 1997 gerenoveerd)
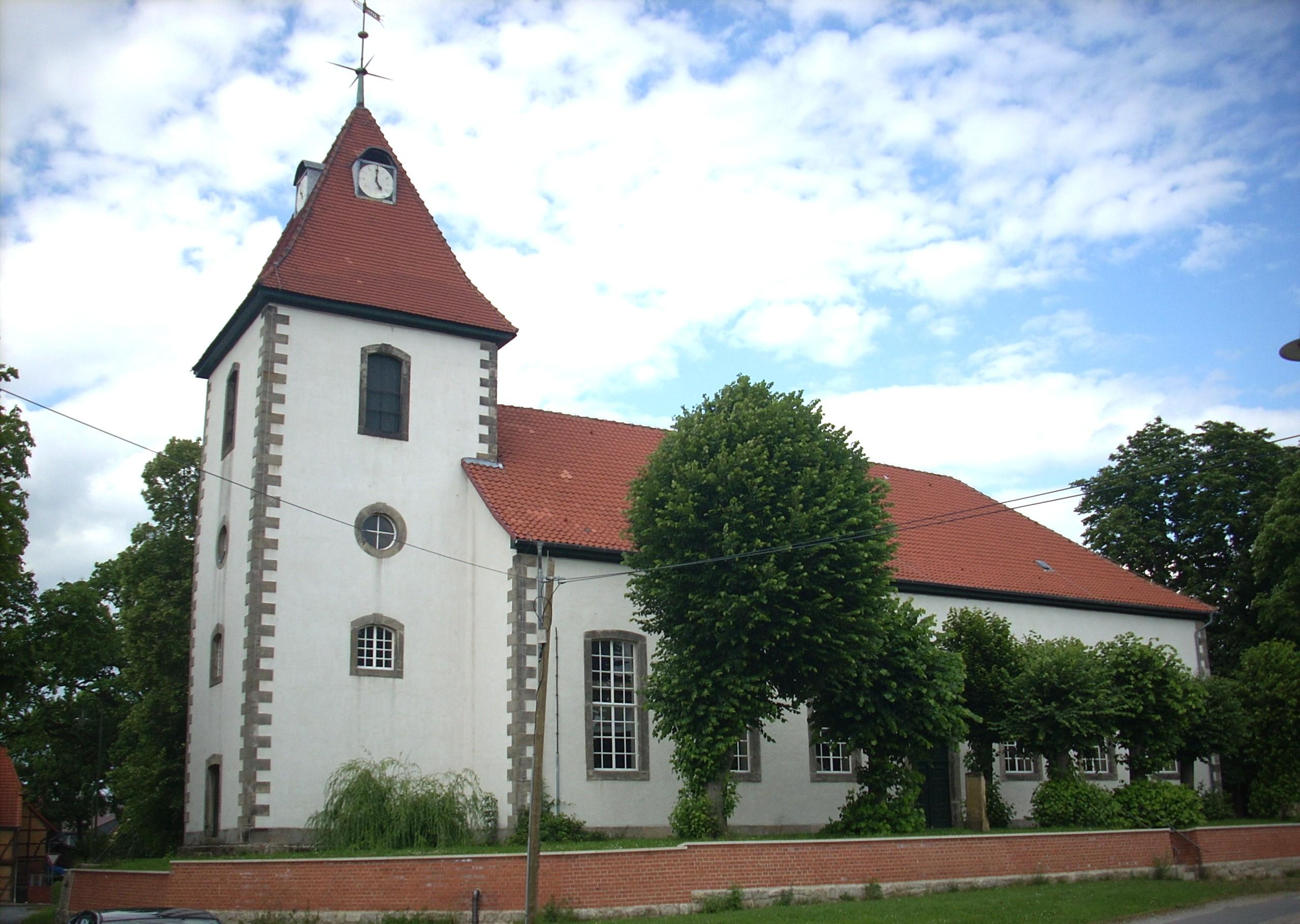
Barokkerk St. Ulrich in Haimar (voltooid in 1788)
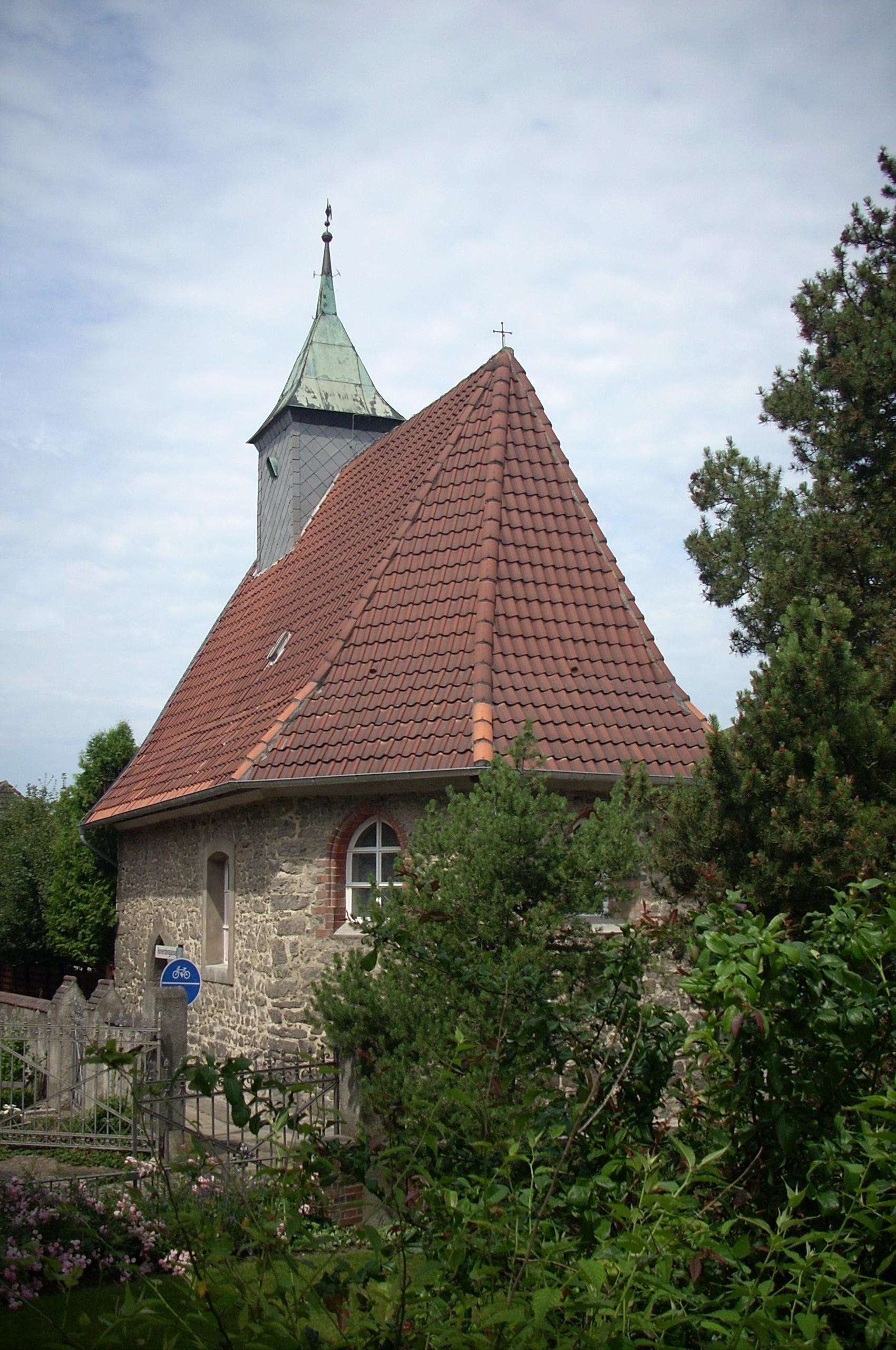
Ev.-lutherse kapel, Höver
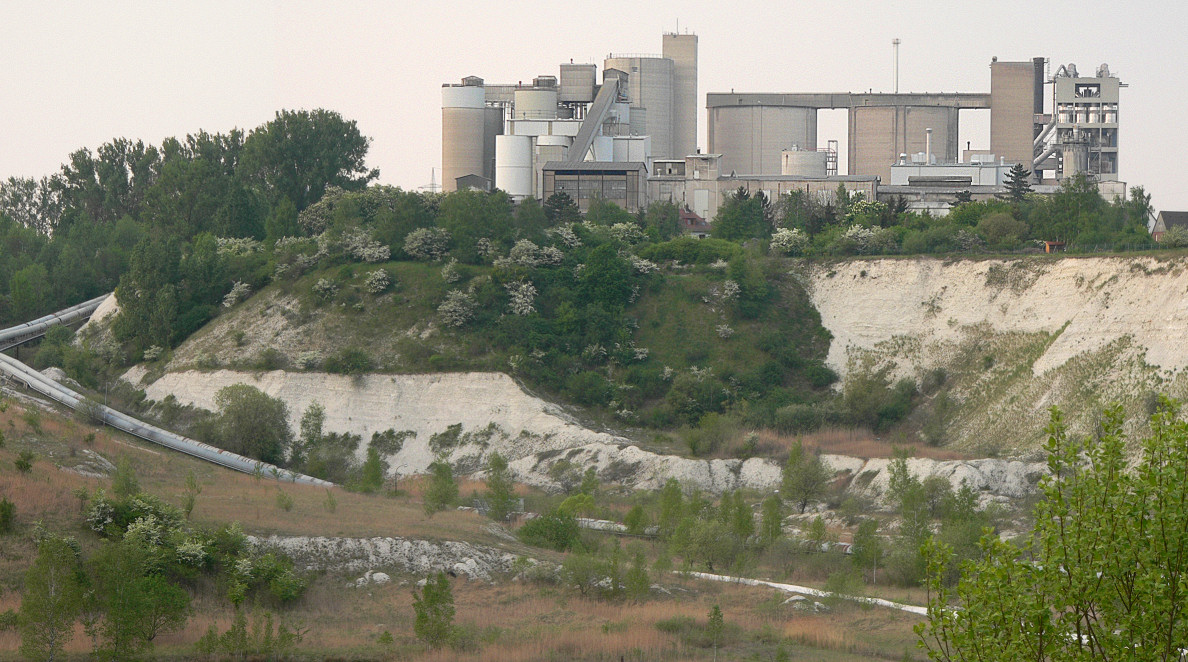
Cementfabriek en mergelgroeve, Höver
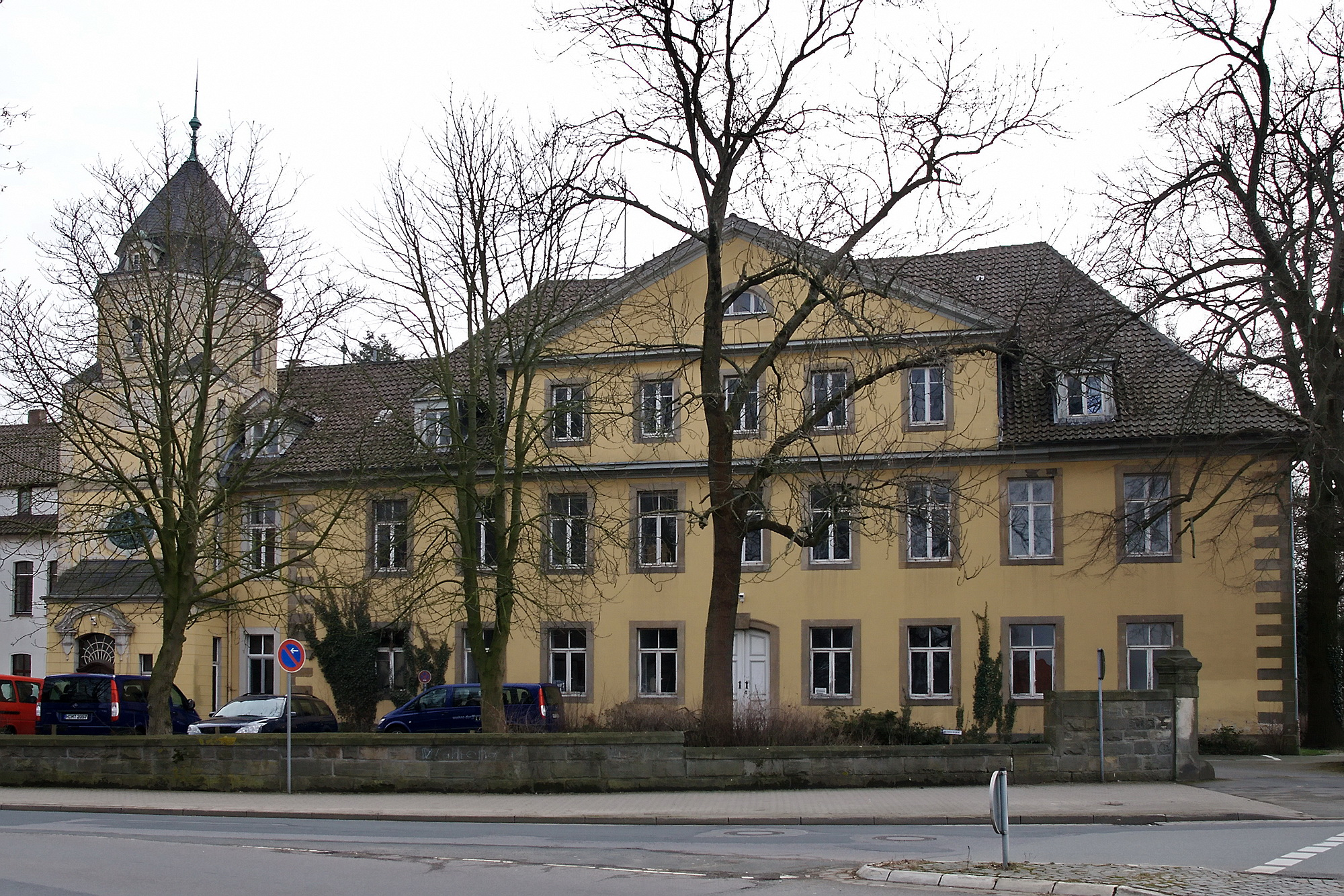
Voormalig bestuurstuis van het Amt Ilten (eind 18e eeuw), nu een van de gebouwen der psychiatrische kliniek
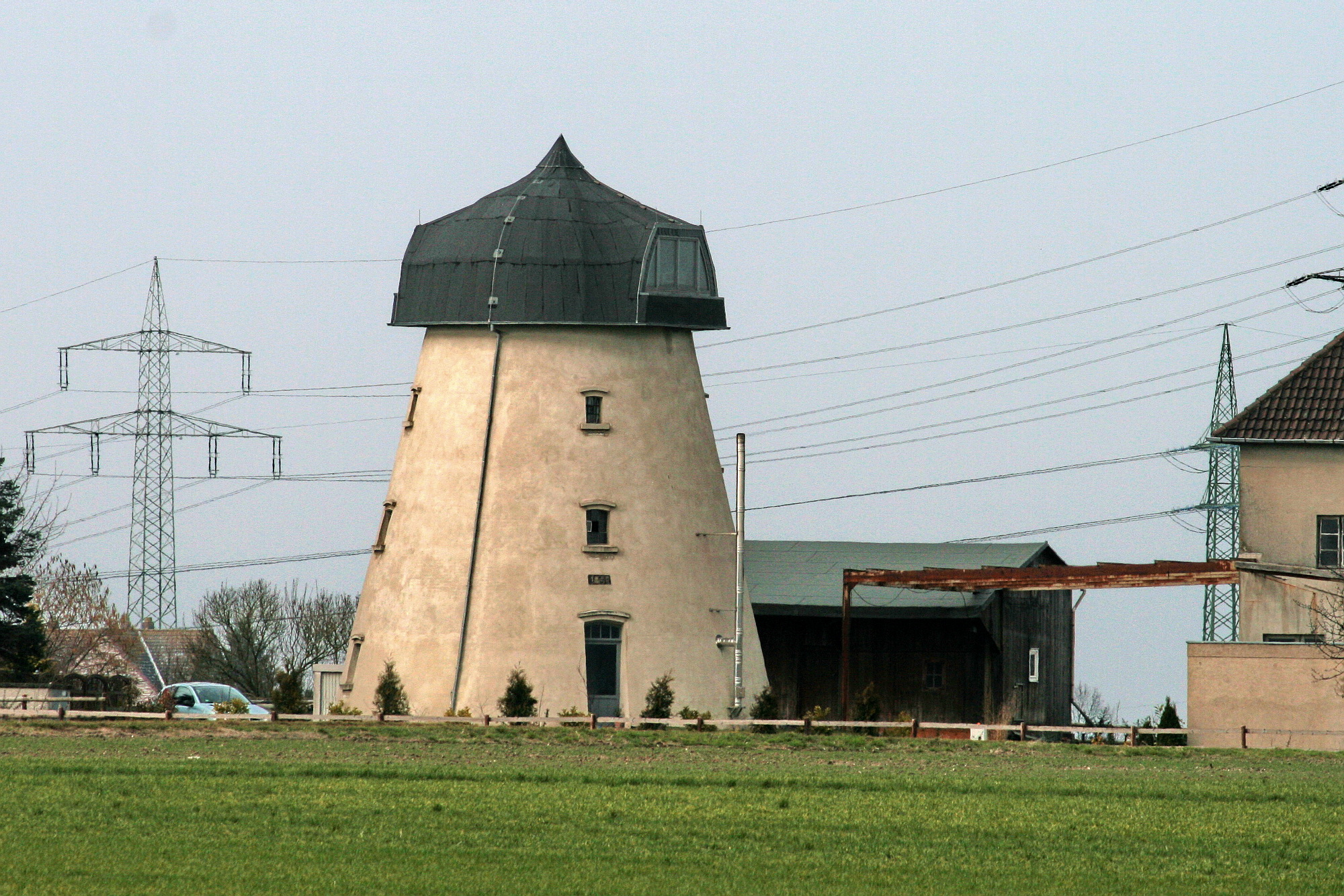
Windmolen uit  1889 bij Ilten
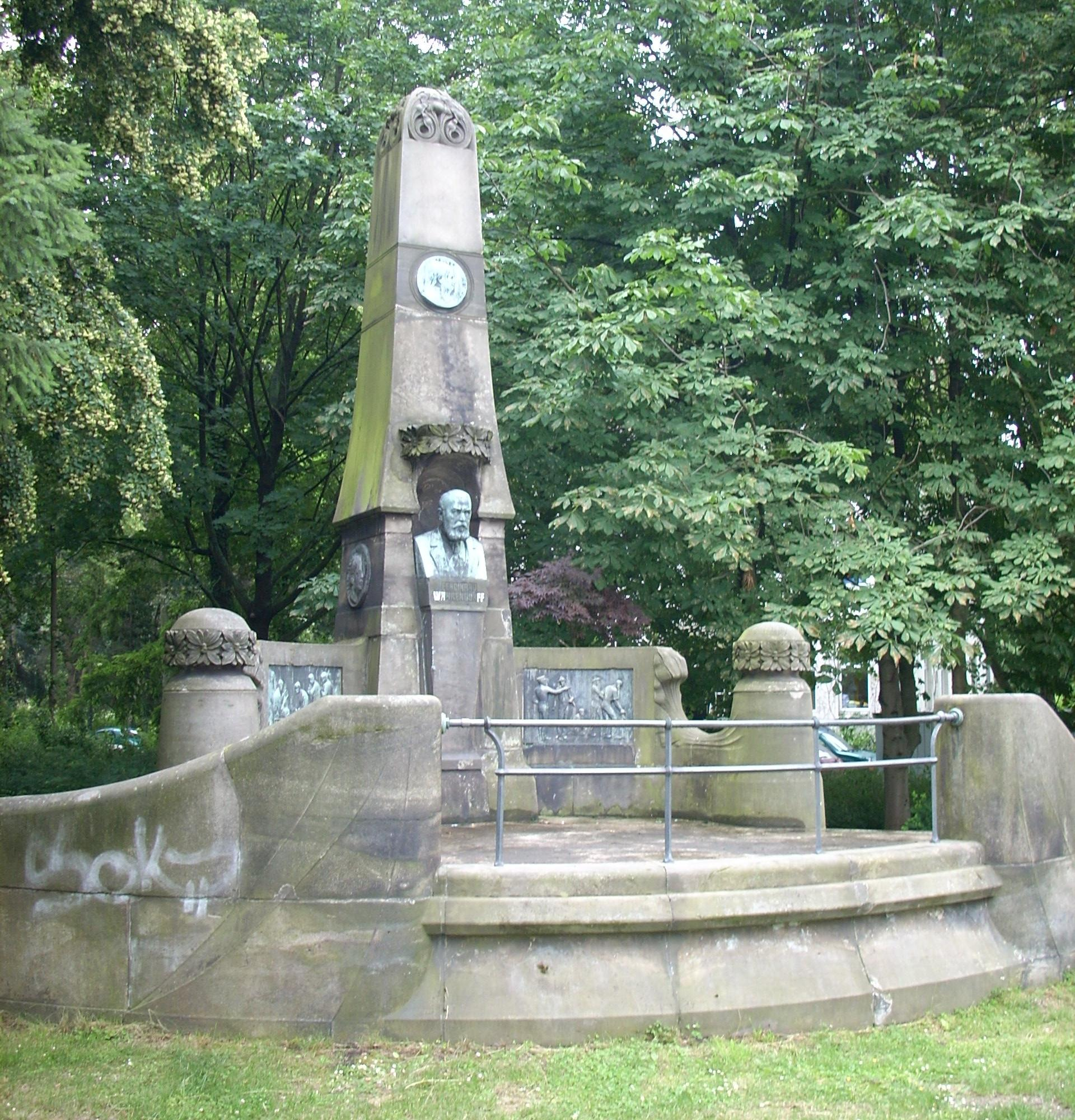
Monument te Ilten ter ere van Ferdinand Wahrendorff, stichter van de psychiatrische kliniek
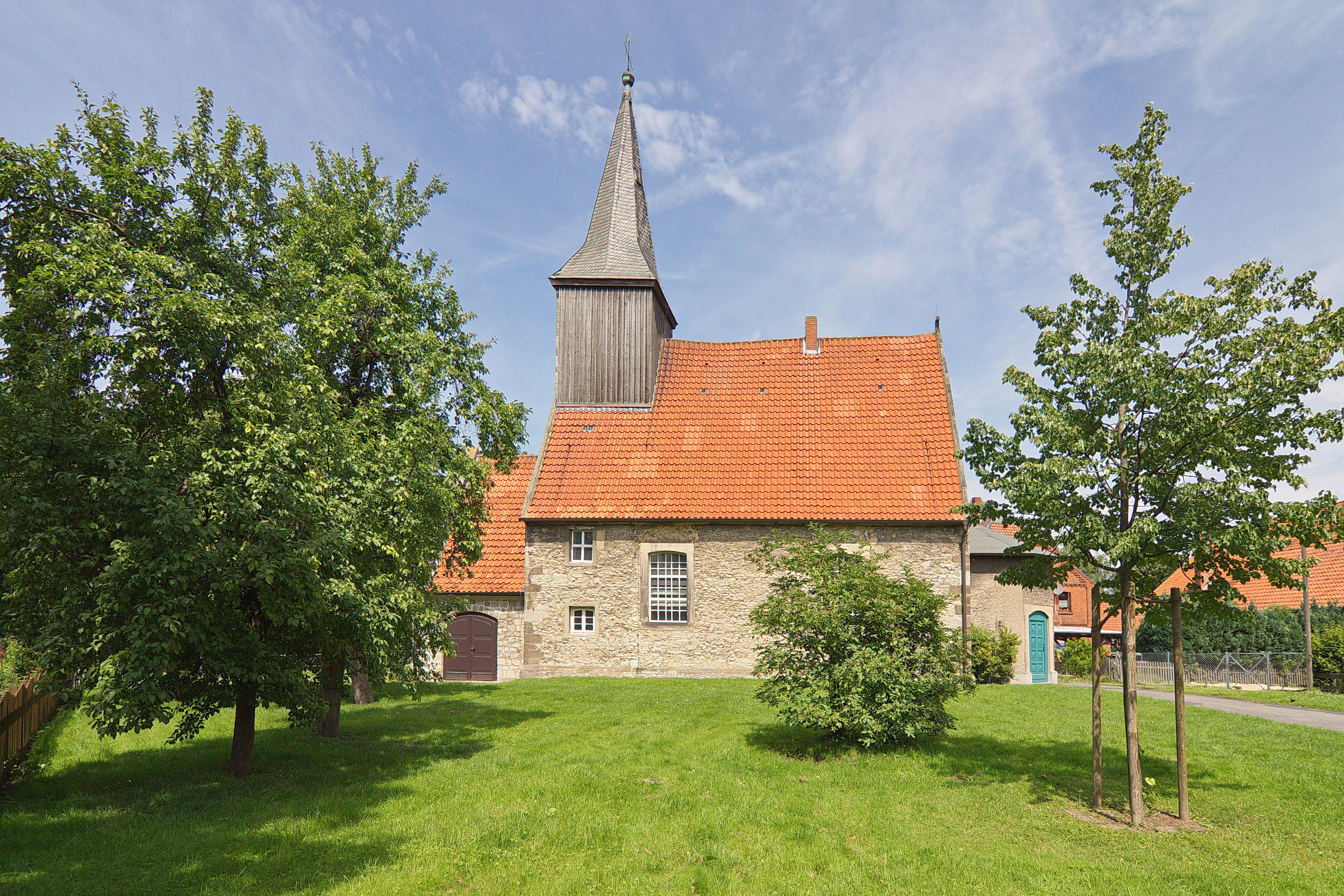
Müllingen, 14e-eeuws kerkje
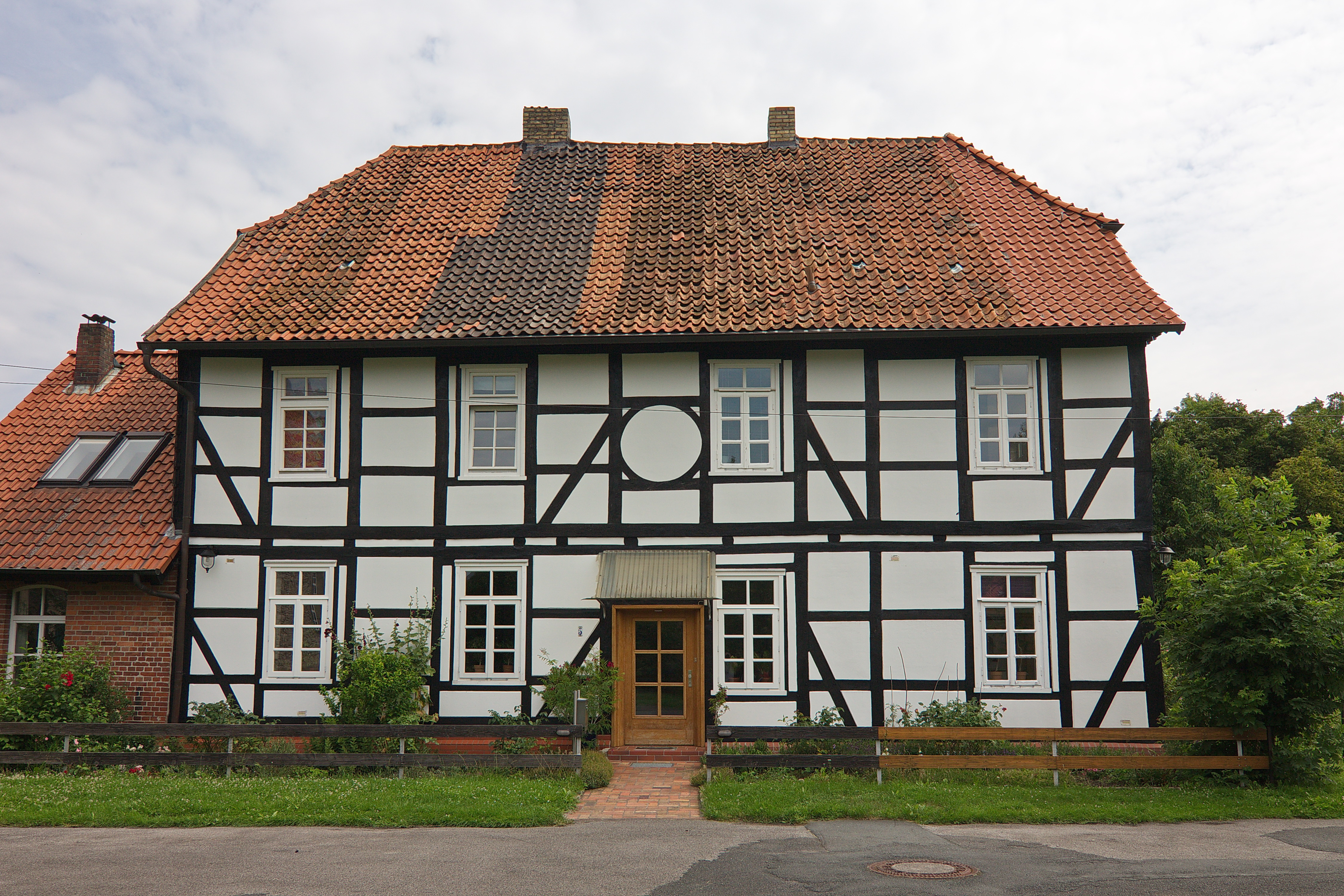
Müllingen, pastorie
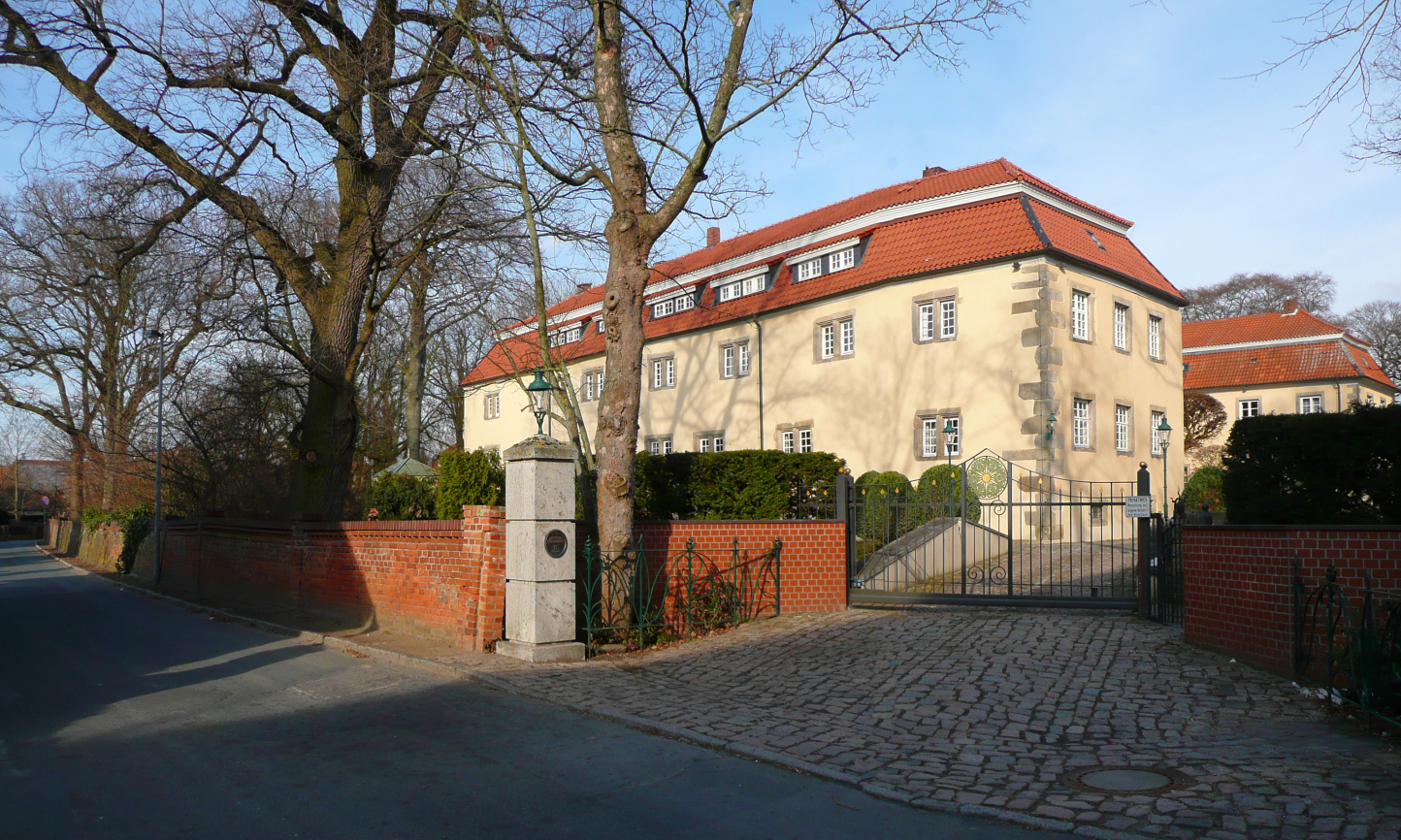
Kasteel Rethmar
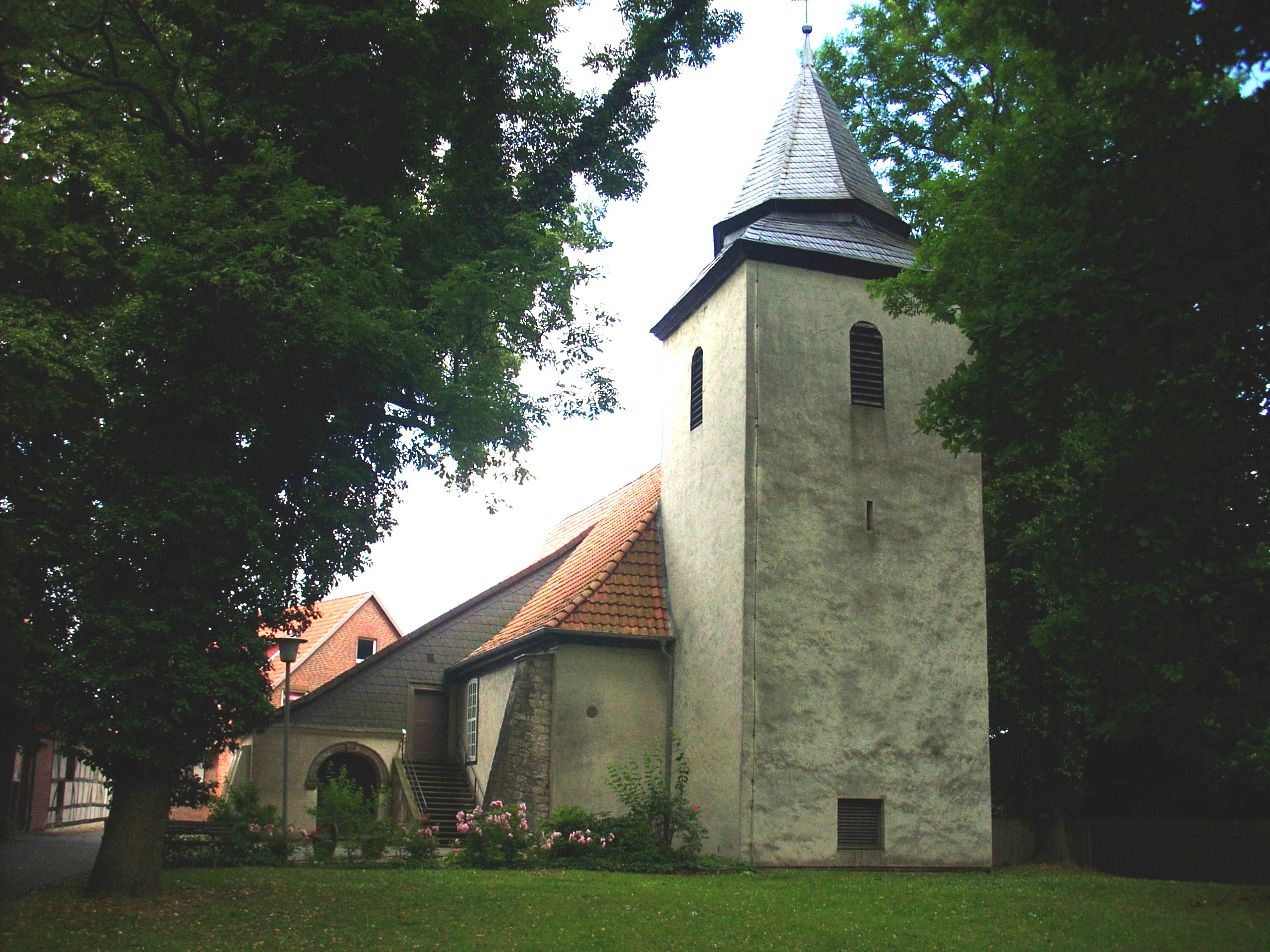
Catharinakerk, Rethmar (toren laatmiddeleeuws, kerk vroeg 18e-eeuws)
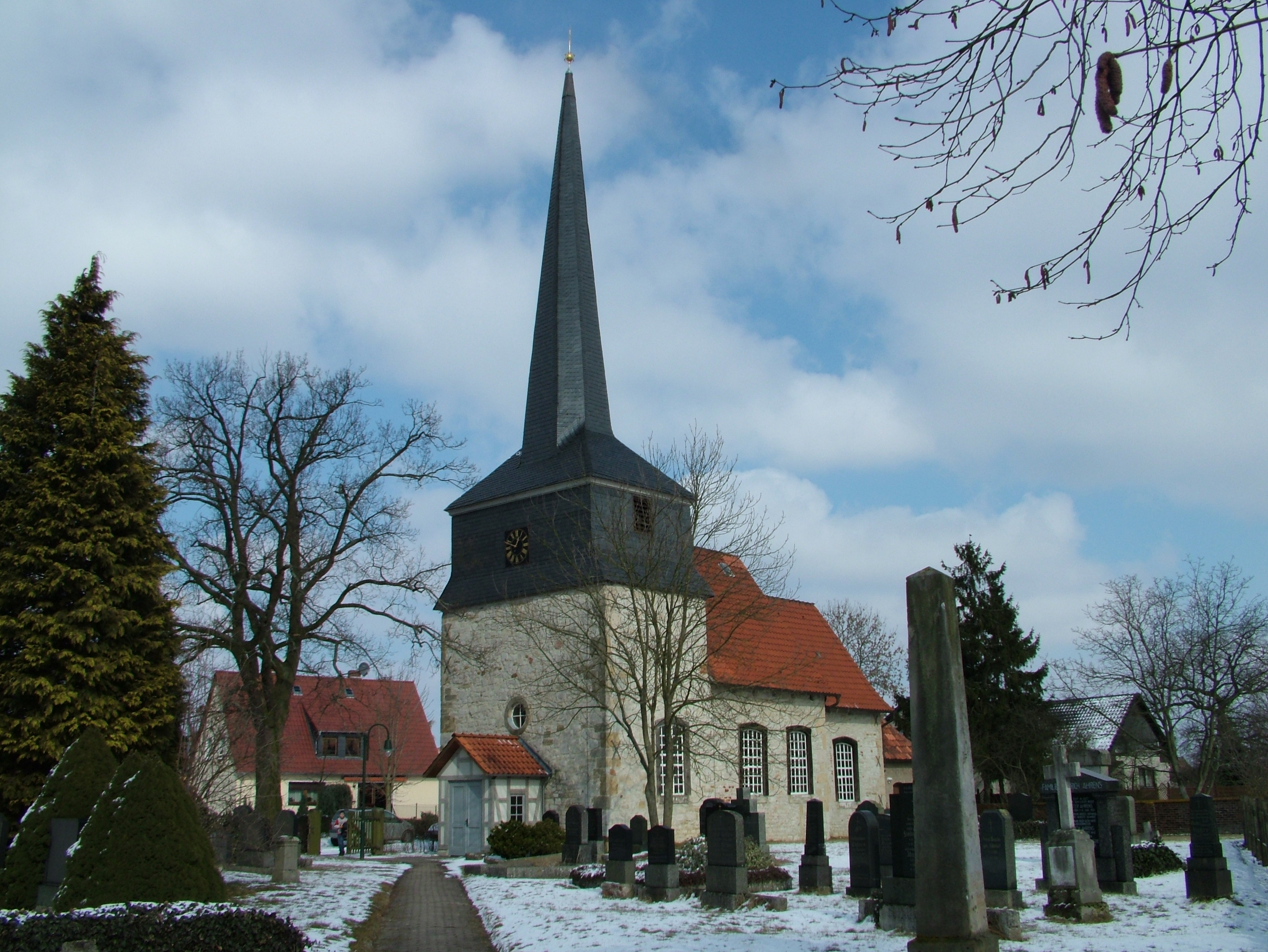
Kerkje te Wassel (ouderdom onbekend, mogelijk deels 9e-eeuws)
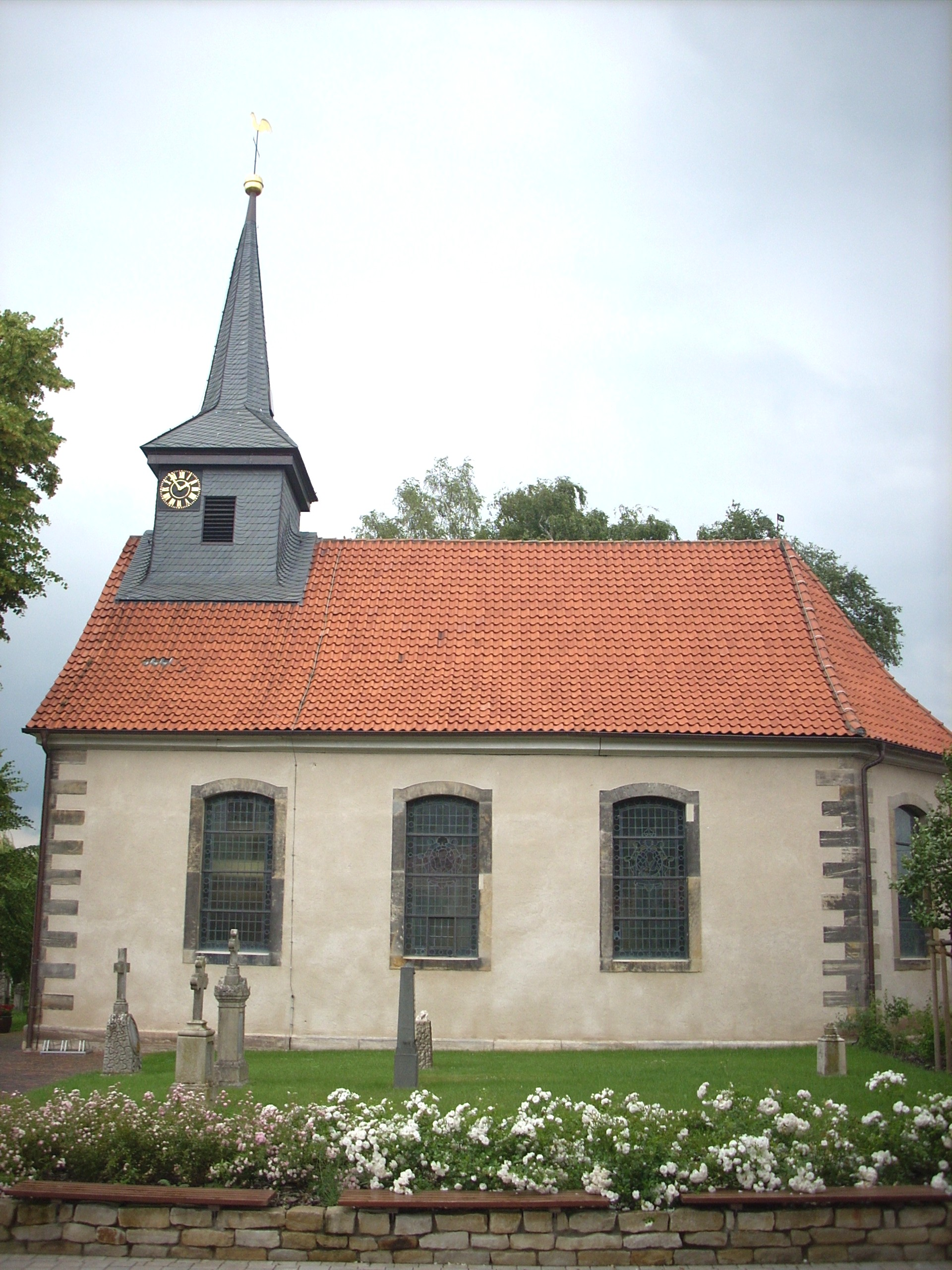
Kerkje te Wehmingen
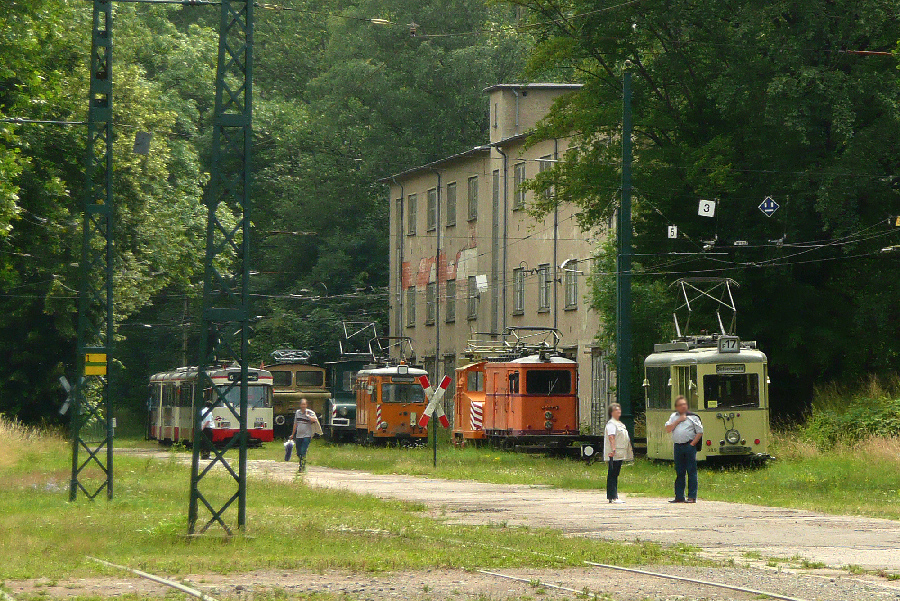
In het Straßenbahnmuseum (trammuseum) te Wehmingen
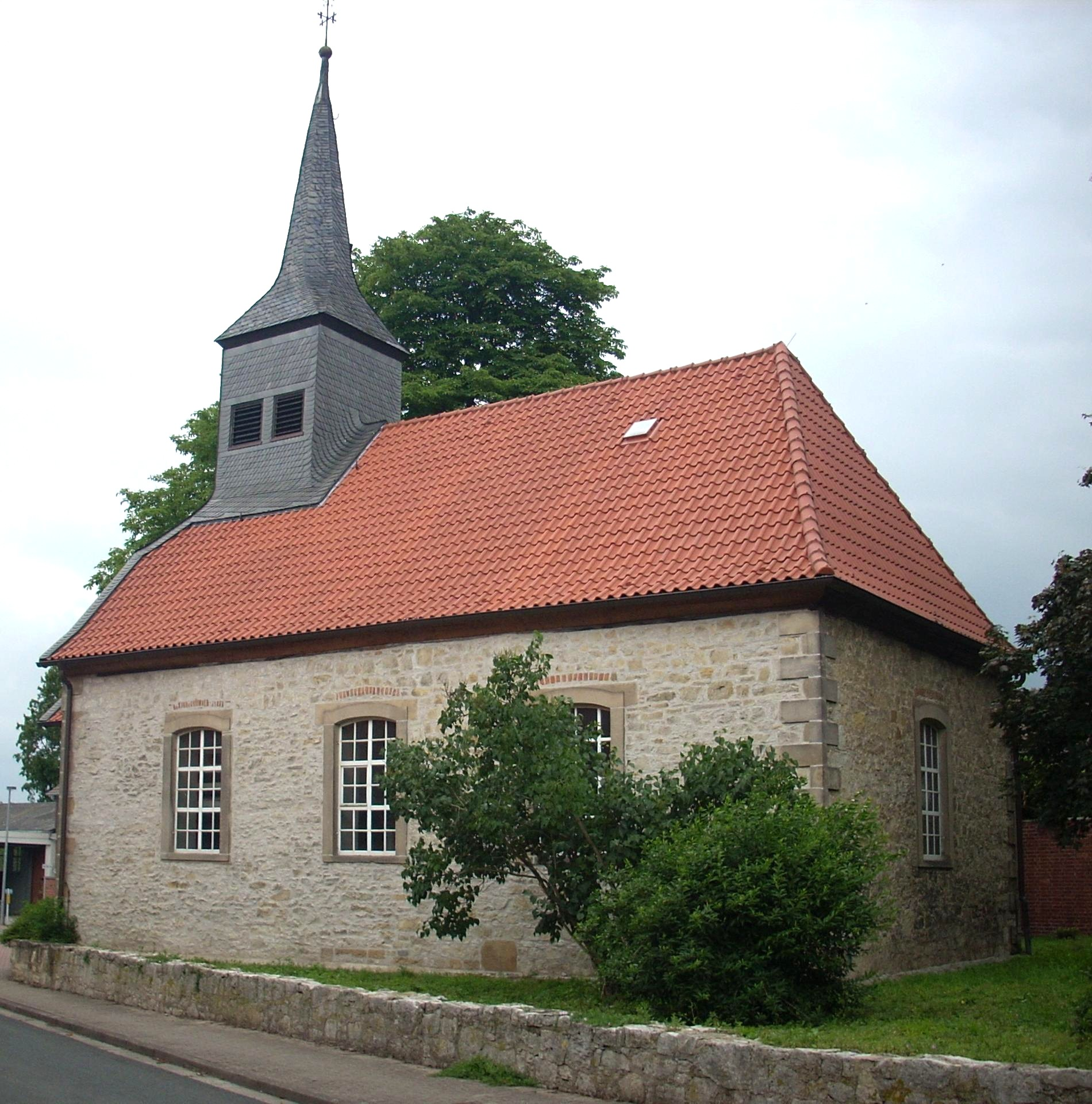
Michaelskerk te Wirringen (eind 18e eeuw gebouwd ter vervanging van een ouder kerkgebouw)